# Пандемија ковида 19 у Србији
Пандемија ковида 19 проширила се на Србију 6. марта 2020. године. Први случај у Бачкој Тополи потврдио је министар здравља Златибор Лончар.
Дана 15. марта 2020. године, на предлог председника Александра Вучића, без одлуке Народне скупштине, проглашено је ванредно стање на територији целе државе. Затворене су школе и универзитети, забрањена масовна окупљања, а три дана касније уведен је полицијски час, први пут на територији Србије после Другог светског рата. Министар Златибор Лончар је 20. марта 2020. године прогласио епидемију од већег епидемиолошког значаја. Истог дана је забележен први смртни случај.
За потребе збрињавања пацијената су формиране бројне привремене болнице, укључујући и оне у објектима као што су Београдски и Новосадски сајам, Београдска арена и спортски центар Чаир.
Тек 29. априла, Народна скупштина Републике Србије донела је одлуку о увођењу ванредног стања на територији целе Републике Србије, које је проглашено 15. марта, и потврдила све уредбе Владе Републике Србије које је донела за време ванредног стања.
Председник Србије, Александар Вучић је 4. марта 2020. године расписао Изборе за народне посланике Републике Србије 2020. године за 26. април, исти дан када и локални и покрајински избори. Због пандемије вируса корона и проглашења ванредног стања, термин њиховог одржавања померен је за 21. јун.
Већ 6. маја, Народна скупштина Републике Србије укинула је ванредно стање које је донето 15. марта, уз супотпис председника Републике Србије Александра Вучића и председнице Владе Републике Србије Ане Брнабић, ову одлуку је донела и председница Народне скупштине Републике Србије Маја Гојковић. Ванредно стање је укинуто, „полицијски час” престаје да важи даном објављивања одлуке о укидању ванредног стања у Службеном гласнику Републике Србије, а како би се у тим условима спровели републички избори. У склопу епидемије од посебног епидемиолошког значаја, која није укинута, остају ванредне мере које су донете у циљу спречавања епидемије у Републици Србији, неке мере ће бити ублажене у зависности од епидемиолошке ситуације.

## Хронологија епидемије

### Март

#### 6. март — први случај
Мушкарац (43) из Бачке Тополе први је пацијент у Србији код кога је доказано присуство вируса корона, потврдио је министар здравља Србије Златибор Лончар. Заражени мушкарац је био у Суботици и у више наврата је боравио у Будимпешти и имао је све знаке који су слични вирусу корона, односно вирусну упалу плућа.
Десило се оно што се и очекивало, имамо први позитиван случај коронавируса у Србији. Најбитније је да се он добро осећа. Нема тегобе. Ради се о човеку који је у више наврата боравио у Будимпешти. Тамо му живи сестра, која је имала тегобе сличне коронавирусу и имала је и вирусну упалу плућа. Онда је и он осетио тегобе и био је крајње одговоран, самоизоловао се, послао децу на село, остао сам са супругом, која му је само доносила храну— Златибор Лончар, министар здравља Србије, на конференцији за медије
Дечак (16) из Власотинца смештен је у карантин на Инфективном одељењу Опште болнице у Лесковцу због сумње да је оболео од вируса корона, потврдио је агенцији Бета директор те болнице Небојша Димитријевић.
Око 19:30 часова, потврђено је да је пацијент из Суботице у стабилном стању. Министар здравља је обишао Суботицу, где није забележена паника.
Епидемиолог Бранислав Тиодоровић за РТС је изјавио да постоји још једна особа за коју се чекају резултати теста на вирус корона. Резултати би требало да стигну током ноћи, рекао је епидемиолог, наводећи да је до сада обрађено укупно око 40 особа и сви резултати су били негативни.

#### 7. март
Жена из Швајцарске, која је 6. марта смештена на инфективно одељење лозничке болнице, негативна је на вирус корона, док је мушкарац у Суботици који је заражен вирусом у стабилном стању и нема температуру. Директор болнице у Суботици Слободан Пушкар да је ово нормалан и очекиван ток болести. Чланови породице зараженог негативни су на вирус корона, а требало би да надлежни наредних дана испитају и провере све људе са којима је 43-годишњи мушкарац био у контакту током претходне две недеље.
Према последњим информацијама са званичног сајта Министарства здравља Србије, covid19.rs, до 7. марта на „Торлаку” je тестирано укупно 75 особа које су испуњавале критеријуме дефиниције случаја.
У подне, пацијент код кога је потврђен вирус корона, а који се од јуче налази на лечењу у изолацији суботичке болнице, пребачен је на даље лечење у Клинички центар Војводине у Новом Саду.

#### 9. март—прве мере
После мирног прошлог дана, Министарство просвете Србије препоручило је свим школама да ђачке екскурзије у иностранство одложе због вируса корона. Министарство је пре више од недељу дана препоручило да се обуставе екскурзије у Италију, а сада се препорука односи на све државе. Посебни саветник Министарства просвете Александар Пајић истиче да је препорука обавезујућа за све школе.
Национална авио-компанија „Ер Србија” од 9. до краја марта је привремено суспендовала летове на двема линијама ка Италији до којих лети са аеродрома Константин Велики у Нишу, имајући у виду даљи развој ситуације у тој земљи у вези са појавом вируса корона.
Управница Клинике за инфективне болести Клиничког центра Војводине, Весна Туркулов, рекла је да је стање зараженог мушкарца „благо побољшано” у односу на јучерашњи дан. Благо су побољшани како његови лабораторијски, тако и радиолошки налази, али ће и даље бити под 24-часовним надзором мултидисциплинарног тима лекара из Србије, али и стручњака Светске здравствене организације.
Потврђен је други случај вируса корона у Србији, овај пут код кинеског држављанина. У националној референтној лабораторији Института „Торлак” до данас је тестирана укупно 101 особа која је испуњавала критеријуме дефиниције случаја. Данас су тестирани узорци још шест особа који су били негативни на нови вирус корона.
Председник Србије Александар Вучић најавио је да ће због епидемије вируса корона привремено бити бити забрањен улазак у Србију људима из угрожених подручја. Број заражених ће да расте, јер се то не може зауставити, али додаје ће држава предузети све да тај број буде што је могуће мањи, те да заштити грађане, изјавио је Вучић.
Предузећемо мере и забранићемо улаз људима из појединих земаља односно угрожених подручја, у кратком периоду са севера Италије, делова Швајцарске, Јужне Кореје и из одређених покрајина Кине, као и из Ирана.— Александар Вучић, председник Србије, РТС

#### 10. март
Потврђена су још два случаја заражених вирусом корона, у 6 часова, тако да су у Србији укупно четири особе заражене истим. Од последњег извештаја 9. марта у 18 часова, до данас у осам часова, тестирани су узорци пет особа од којих су два била позитивна и три негативна на нови вирус корона. На „Торлаку” је досад тестирано укупно 108 особа.
Заражене су две девојке које су претходно биле у контакту са зараженом особом, која је тренутно у иностранству. Живе и раде у Београду. Оне су смештене у Београду на Инфективној клиници. Очекује се да ће бити одржана седница Владе на којој ће се разговарати о новим пооштреним превентивним мерама које је предложила Радна група формирана за контролу вируса корона.
Што се тиче другог случаја вируса корона, који је потврђен 9. марта, пацијент је смештен у Инфективну клинику Клиничког центра Србије и његово стање је засад стабилно. Епидемиолог Бранислав Тиодоровић рекао је да он живи у Београду и ради у кинеској фирми која се бави мобилном телефонијом и да је јуче смештен на Инфективну клинику због упале плућа.
Вероватно се није заразио код нас, већ са стране, али то мора да се истражи, морају да се утврде сви његови контакти, где се кретао, тако да тежак посао чека епидемиологе— Бранислав Тиодоровић, епидемиолог, РТС
У Србији је вирусом корона заражена још једна особа, што значи да се број случајева попео на пет, потврђено је у 18 часова. Тестирани су узорци још девет особа, од којих је један био позитиван на вирус корона, док су узорци осам особа били су негативни.  Заражена особа смештена је на Инфективној клиници и у стабилном је стању.
Тестирано је укупно 117 особа које су испуњавале критеријуме дефиниције случаја.
Што се тиче осталих пацијената, човек који је први заражен вирусом корона у Србији лечи се на Клиници за инфективне болести Клиничког центра Војводине и у стабилном је стању. Још три пацијента, међу којима су један држављанин Кине и две девојке, хоспитализовани су на Инфективној клиници у Београду и нису животно угрожени.
Горан Стевановић рекао је за да су на Инфективној клиници смештене четири особе заражене вирусом корона. Заражени су смештени на одељењу за изолацију општег типа, а не на интензивној нези јер, истиче, нема потребе да буду под појачаним надзором лекара.
Неки имају температуру, али углавном доминирају респираторне тегобе, евентуално почетни знаци могуће упале плућа. Добијају све што треба. Видећемо наредних дана како ће се стање развијати. Сви су стабилно и добро.— Горан Стевановић, директор Клинике за инфективне и тропске болести КЦС, РТС

#### 11. март—седница Владе и нове мере против ширења вируса
Потврђено је 13 нових случајева вируса корона. Свих тринаест особа били су у контакту са Нишлијом из Швајцарске, која је дошла у родни Ниш на семинар. Нишлијка из Швајцарске није имала тежих симптома у том тренутку, те није знала да је заражена вирусом корона. Четири особа смештене су на одељењу за изолацију Клиничког Центра Ниша, док су остале три особе смештене у Клинички Центар Србије. Под посебним надзором су породице заражених.
Дана 11. марта 2020. године у 8 часова, у Србији је тестирано тринаест особа, од којих су седам биле позитивне, а шест негативне
на нови вирус корона.
Дана 11. марта 2020. године у 20 часова, у Србији је тестирана двадесет једна особа, од којих су шест биле позитивне, а петнаест негативне на нови вирус корона.
Председник Србије Александар Вучић и премијерка Србије Ана Брнабић су са главним епидемиолозима и пулмолозима државе Србије имали седницу 11. марта, на којем су такође били и Министарка грађевинарства Зорана Михајловић, министар финансија Синиша Мали, министар здравља Златибор Лончар и министар просвете Младен Шарчевић. На седници се разматрало о могућем питању затварања школа до трећег априла, а на седници је донета одлука да се забрани улазак у земљу свим људима који долазе из Кине, Италије, Ирана, Јужне Кореје и италијанског дела Швајцарске.
Мањи гранични прелази су затворени од дана 12. марта у 7 часова ујутру, и сви ће путници бити преусмерени на главне граничне прелазе (Према Мађарској - Хоргош; према Хрватској - Батровци; према Босни и Херцеговини - Котроман; према Црној Гори - Мехов Крш; према Македонији - Прешево; према Бугарској - Градина и према Румунији - Ватин).

#### 12. март
Забележен је нови случај заразе вирусом корона, што укупан број заражених особа повећава на деветнаест. Тестирано је укупно 160 особа које су испуњавале критеријуме дефиниције случаја до јутрос у осам сати. Од последњег извештаја тестирани су узорци девет особа од којих је један био позитиван на нови вируса корона, а осам негативно.
Мере које је Влада Србије усвојила претходног дана како би се суочила са вирусом корона, ступиле су на снагу. Забрањена су јавна окупљања у затвореним просторијама са више од 100 особа, а међународни путни саобраћај се преусмерава на главне граничне прелазе. На основу става епидемиолога, у овом тренутку нема обуставе наставе, али се наставља интензивно праћење ситуације у вртићима, школама и на универзитетима. Влада Србије је апеловала грађане да приликом организације приватних догађаја као што су свадбе, крштења, и сличне манифестације са већим бројем људи, да ти догађаји буду организовани у складу са одлуком која се односи на јавне скупове.
Када је реч о привременој забрани уласка у Србију за стране држављане који су боравили у Народној Републици Кини, Републици Кореји и Швајцарској, прецизирано је да се она односи искључиво на особе које су боравиле у провинцији Хубеј Народне Републике Кине, граду Дегу и провинцији Северни Гјонгсанг Републике Кореје и кантону Тичино у Швајцарској.
Све просторије Средње стручне школе „Борислав Михајловић Михиз” у Иригу су дезинфиковане, због индиција да један од ученика има симптоме заразе вирусом корона. Заменик покрајинског секретара за образовање Милан Ковачевић рекао да је ученик био на такмичењу у Пули у Хрватској, након чега је осетио симптоме. После овог сазнања, родитељи ученика долазили су по децу и одводили их из школе, док су остали ученици сами напуштали наставу.
Град Београд је, преко Секретаријата за јавни превоз, донео превентивне мере и упутства за поступање у јавном превозу у случају ширења новог вируса корона, наводи се у саопштењу. Донета је и одлука о забрани свих манифестација, филмских пројекција, као и да се на територији Београда затворе клубови који могу да приме више од 100 људи.
У Србији је код још пет особа потврђен вирус корона. До сада су регистрована 24 случаја. Министар здравља Србије Златибор Лончар је навео да је од 25 тестираних особа током дана код петоро потврђен вирус корона.
Нема никакве теже симптоме, нема никакву компликовану слику, али да би се испратило и да се не би нешто пропустило да се уради дијагностика до краја— Златибор Лончар, РТС
Министар је такође навео да је дечак из Ирига, за кога су постојале индиције да има симптоме заразе, није заражен вирусом корона.
Лончар је апеловао да српски медији не објављују нетачне информације да је пацијент који се налази на инфективном одељењу у Новом Саду преминуо. Указао је да су сви остали пацијенти, и у Панчеву и Нишу, у добром стању, као и да нико од њих тренутно није животно угрожен.
До 18 часова у националној референтној лабораторији Института „Торлак” тестирано је укупно 185 особа које су испуњавале критеријуме дефиниције случаја.
У више школа у Новом Саду и околини ученици и наставно особље се налазе у карантину. На једној школи је истакнуто обавештење да се четири ученика налазе на испитивању. Они су на испитивању због сумње на заразу вирусом корона, јер су били у контакту са зараженима.

##### Обраћање председника јавности из Председништва
Александар Вучић је у обраћању јавности поводом ширења вируса корона у Србији рекао да ће, од првог априла, плате бити повећане свим здравственим радницима – од возача до стоматолога и лекара специјалиста. Навео је да је то договорено на састанку са премијерком Аном Брнабић, да би здравственим радницима држава захвалила на величанственом раду у борби са вирусом.
Такву одлуку донели смо у складу са чињеницом да су нам здравствене установе под најтежим притиском и како би смо очували мотивацију људи који у овим околностима доживљавају страшне притиске, неки чак и претње.— Александар Вучић, РТС
Вучић је прецизирао да је од премијерке тражио да буду формирана два кризна штаба у борби против вируса корона: први тим, за директну борбу против вируса, предводиће Ана Брнабић и у њему су још министар здравља Златибор Лончар, покрајински секретар за здравство Зоран Гојковић и директорка Републичког фонда за здравствено осигурање Сања Шкодрић, док ће други тим, за отклањање економских последица вируса корона, предводити он сам, а у њему су још министар финансија Синиша Мали и председник Привредне коморе Србије Марко Чадеж.
У првом кризном штабу су сви лекари које сте ових дана виђали и који предводе борбу против коронавируса, најумнија лица наше медицине и нашег здравства, који ће, заједно са нама, својим знањем и ауторитетом, изнети најтежи терет ове борбе.— Александар Вучић, РТС
Вучић је навео да Србија у овом тренутку има 1.008 респиратора за механичку вентилацију, а да ће за 25 дана бити набављено још њих 500.

#### 13. март—све већи број заражених и први случајеви на Космету
До 8 часова 13. марта 2020. године регистрован укупно 31 потврђен случај COVID-19, саопштило је Министарство здравља Србије. У националној референтној лабораторији Института „Торлак” до 8 часова тестирано је укупно 214 особа које су испуњавале критеријуме дефиниције случаја. Од последњег извештаја тестирани су узорци 29 особа од којих је 7 позитивних и 22 негативна на нови вирус корона.
Од седморо новозаражених троје се налази на болничком лечењу и сви су стабилно, а четворо је послато у кућну изолацију, наводи министарство здравља.
Због сумње да је један ученик заражен вирусом корона, директор чачанске гимназије распустио је јутарњу смену у тој школи. Ученици су били у суботу на великој прослави рођендана на коме је била особа из иностранства за коју се касније испоставило да је заражена вирусом корона. Неколико ученика после тога је добило повишену температуру, али код њих није потврђен вирус. Они се налазе у изолацији, док је директор школе обавестио Министарство просвете Србије.
Председница Владе Србије Ана Брнабић рекла је да је у току тестирање система за наставу од куће, који треба да буде спреман уколико струка каже да школе треба да се затворе због новог вируса корона. Рано јутрос је имала састанак са министром просвете Младеном Шарчевићем и његовим тимом, на којем је било речи о томе да се крене у тестирање система учења на даљину и отклоне евентуалне сметње.
Нагласила је да је важно да систем буде спреман, уколико струка каже да треба да се затворе школе, да се настава настави путем дигиталних наставних садржаја.
Ми од 2017. године радимо на увођењу дигиталних наставних садржаја, дигиталних уџбеника и учионица у све школе у Србији. Кренућемо у тестирање да видимо како систем функционише и да отклонимо све евентуалне сметње.
Тестираћемо, спремни смо, али прво слушамо струку.— Ана Брнабић, РТС
Од почетка фебруара до 13. марта, у апотекама Апотекарске установе „Београд” продато је око 120.000 маски у тим здравственим установама. Било је проблема у снабдевању, али овог дана стижу одређене количине. Директорка те установе, Јасминка Бјелетић, рекла је да овог дана долази количина од 15.000 хируршких маски за заштиту од вируса.
Сваке недеље ми добијамо одређене количине од десет до 15.000, али то оде за дан или два. Сада снабдевамо наше дежурне градске апотеке, и на нама је велики притисак да развеземо довољну количину, не само маски већ и средстава за дезинфекцију. Та средства данас треба да стигну у већој количини.— Јасминка Бјелетић, директорка Апотекарске установе „Београд”, РТС
Став струке је да нема никаквог оправдања и основа да у овом тренутку затварамо школе, вртиће и факултете, рекла је премијерка Србије Ана Брнабић. Истиче да се морају слушати препоруке стручњака, без обзира на све притиске. Струка каже да је контрапродуктивно обустављати наставу, овако купујемо сваки дан, рекла је поново премијерка Брнабић на конференцији за медије након састанка са стручним тимом за праћење вируса корона.
Спремамо све за онлајн наставу и можемо да почнемо већ од понедељка. Пратимо ситуацију и одлуку о затварању школа, вртића и факултета ћемо донети заједно са струком", рекла је Брнабићева— Ана Брнабић, РТС
У организацији Владе НР Кине, данас је у Палати Србије  одржана међународна видео-конференција НР Кине и земаља Централне и Источне Европе о сузбијању Ковида-19. Стручњаци из Кине учествовали су на конференцији како би пренели савете, знање и искуства о контроли, спречавању ширења и сузбијању заразне болести. Кинески учесници послали су поруку свима да је целокупна друштвена заједница дужна да одговорно учествује у раној детекцији, пријави симптома, а уколико буде потребе и у даљој изолацији.
У Републици Србији је до 18 часова 13. марта 2020. године регистровано укупно 35 потврђених случајева Ковид-19. То је четири случаја више у односу на јутрошњи извештај. Министар здравља Златибор Лончар је рекао на конференцији за новинаре да су три од четири нова пацијента на кућном лечењу, а да је једна особа у болници, али у апсолутно стабилном стању, док је у националној референтној лабораторији Института „Торлак” тестирано укупно 239 особа које су испуњавале критеријуме дефиниције случаја.
Од последњег извештаја до 18 часова, 13.03.2020. године тестирани су узорци 25 особа од којих су четири позитивна и 21 негативан на нови вирус корона.
Министар здравља такође је најавио да ће Србија затворити границу према Румунији, у циљу спречавања ширења вируса корона. Навео је да ће та одлука бити донета на ванредној седници Владе јер постоји опасност ширења вируса из Румуније.
Из сата у сат пратимо ситуацију у нашој земљи, окружењу и у свету да бисмо били спремни да реагујемо.— Златибор Лончар, РТС
Први заражени су забележени и на територији српске АП Косово и Метохија, потврдио је премијер такозваног Косова Аљбин Курти. Једна од особа код које је потврђен вирус корона је двадесетогодишња девојка, а други оболели има 70 година. Једна од заражених особа има држављанство Италије, док је стање оба пацијента стабилно.
Влада Републике Србије је на вечерашњој седници донела одлуку да се страним држављанима који долазе из Румуније привремено забрани, односно ограничи улазак у Србију. Привремена забрана уласка у Србију остаје за стране држављане који су боравили у Народној Републици Кини, Републици Кореји и Швајцарској, прецизирано је да се она односи искључиво на особе које су боравиле у провинцији Хубеи Народне Републике Кине, граду Дегу и провинцији Северни Гјонгсанг Кореје и кантону Тичино у Швајцарској.
Ради заштите од уношења заразних болести на територију Републике Србије, страним држављанима који долазе из Румуније надлежни органи привремено ће забранити, односно ограничити улазак и кретање— Саопштење Владе Србије

##### Ванредна седница на КиМ
Такозвана Влада Косова одлучила је да затвори за слободан пролаз све копнене административне прелазе, осим за житеље Космета, који, ако хоће да се врате на Космет, морају да буду здравствено проверени и изоловани у карантину 15 дана. Аљбин Курти је након ванредне седнице саопштио да је одлучено да на читавој територији КиМ-а буду затворени сви кафићи, тржни центри и ресторани, као и да се обуставе културне и спортске активности.

#### 14. март—састанак оба кризна штаба и први случај у Шумадији
Према званичној страници Министарства здравља Републике Србије и Института за јавно здравље „Др Милан Павловић Батут” у Републици Србији потврђено је још 6 нових случајева, тако да у Србији тренутно постоји 41 човек заражен вирусом корона  (COVID-19). За сада, нема преминулих.
У нишкој Инфективној клиници хоспитализовано је шест особа оболелих од вируса корона. Епидемиолог Бранислав Тиодоровић рекао је да је ситуација потпуно под контролом и да се пацијент, чије је стање у почетку било тешко, опоравља. Клиничка слика свих пацијената је сада лакше или средње лакше, навео је епидемиолог Тиодоровић и нагласио да нема места за бригу јер инфектолози свој посао обављају одлично.
Када се потврди да је неко заражен вирусом корона, а долази из радног односа, организација се у једном тренутку затвара ради дезинфекције и сви који су радили са зараженим иду превентивно у кућну изолацију. Они који су у самоизолацији су доброг стања под  дневном су контролом епидемиолога— Бранислав Тиодоровић, епидемиолог, РТС
Тиодоровић је нагласио и да је сада пажња усмерена пре свега ка великим градовима, али да у сусрет празницима већа пажња мора да се усмери ка мањим местима и селима, посебно тамо где су доминантно старачка домаћинства.
Од 18. марта је најављено боље снабдевање нишких апотека заштитним маскама и дезинфекционим средствима док прехрамбених производа има довољно и нема потребе да се стварају залихе.
У Председништву Србије одржан је састанак Кризног штаба за отклањање насталих и спречавање могућих штетних последица заразне болести Ковид-19 по привреду. Економски кризни штаб предводи председник Александар Вучић, а чине га и министар финансија Синиша Мали и председник Привредне коморе Србије Марко Чадеж.
У данима пред нама очекујемо велики раст броја заражених, као и да многи остану без својих вољених. Наш циљ је да то смањимо колико можемо, рекао је председник Србије Вучић. Људи не морају да брину за основне животне намирнице, да годину дана немамо ништа ново што би неко урадио, имамо довољно пшенице и брашна, рекао је председник на седници. Српски председник замолио је најстарије суграђане да не излазе из кућа, јер су животи у питању.
Председник Србије је позвао на јединство. Очекује велику помоћ од НР Кине, а видеће се и са мађарским премијером Виктором Орбаном, како би усагласили све акције, број респиратора је од 14. марта државна тајна, срећа у несрећи је то што су досад пацијенти били млади, осим једног старијег суграђанина који је једини у тешком стању, позваћемо пензионисане лекаре да нам помогну, свако ко је кршио одлуке биће кажњен, а одлуке државе морају да се поштују, навео је Вучић на седници.
У Крагујевцу, на инфективној клиници Клиничког центра, збринут је пацијент код кога је потврђен вирус корона. Вирусом корона заражен је мушкарац из општине Рековац, који се јуче ујутру јавио сам због симптома који су указивали да можда болује од ове болести.
Реч је о човеку који је путовао у иностранство због посла, а сапутник му је био Хрват који је први приметио симптоме и већ је у тој суседној држави у карантину са установљеном болешћу.— Драган Васиљевић, директор Института за јавно здравље у Крагујевцу, РТС
Полиција на Косову и Метохији је током ноћи почела да спроводи меру о забрани проласка кроз копнене прелазе. Прелаз на административним пунктовима забрањен је свима који немају документа која издају привремене институције у Приштини. Сви који поседују таква документа могу да уђу на територију КиМ-а, али морају да оду у самоизолацију у трајању од 14 дана. Одлука о забрани кретања прелазима односи се на пунктове према централној Србији, као што је пункт Мердаре који је и најпрометнији, затим на пунктове према Албанији, Црној Гори и Северној Македонији.
Због заразе вирусом корона, подручја Клине и Витине где су инфициране особе боравиле последњих дана стављена су под пуну контролу. Грађанима се забрањује да их напуштају до даљег. Обустављају се све културне и спортске активности. Биће затворене сточне пијаце, а у јавним службама радиће само основно особље, осим у секторима здравства и безбедности.
Пацијент који је боловао од вируса корона пуштен је кући из КЦ Војводине, јавила је директорка Клиничног центра, Едита Стокић.
Са Клинике за Инфективне болести Клиничког центра Војводине, један пацијент је отпуштен на кућно лечење, пошто су тестови показали да је негативан на вирус корона, а његово здравствено стање ће се и даље пратити.— Едита Стокић, директорка Клиничког центра Војводине, РТВ
Влада Србије је донела нове мере; званично је забрањен извоз основних животних намирница и средстава за хигијену. Привремено ограничен улазак и кретање у Србији страним држављанима и из Француске, Немачке, Словеније, Аустрије, Шпаније, Грчке и Швајцарске.
У Србији је 14. марта на вирус корона тестирано 12 узорака од чега је пет било позитивно, рекао је министар здравља Златибор Лончар на конференцији за новинаре. То заједно, са претходно регистрованим случајевима, чини укупан број заражених од 46 (49 са КиМ). Новооболели нису на респиратору и у стабилном су стању, додао је министар.
Што се тиче стања осталих пацијената, покрајински секретар за здравље Зоран Гојковић је навео да је један пацијент у Војводини и даље на механичкој вентилацији, а још један у покрајини се налази у тежем општем стању, али није на респиратору, док су сви остали пацијенти у стабилном стању и нису на механичкој вентилацији.
Два нова случаја инфицирања вирусом корона забележена су поподне на Косову и Метохији, тако да се укупан број заражених на Космету попео на пет, а у целој Србији на 51. Међу новим случајевима су 42-годишњи мушкарац из села Стубла код Витине у којем су већ регистрована два случаја заразе. Други случај је зараза 37-годишње жене настањене у Бреши, у Италији. Она је на Косово стигла првог марта преко међународног аеродрома у Приштини. Њено пребивалиште на Косову је околина Малишева.

#### 15. март—проглашење ванредног стања
Према подацима од синоћ, 14. марта, од 20 часова, у Србији је од вируса корона оболело је 46 (51) особа. Председник Србије обратиће се јавности у 20 сати, након низа састанака које ће имати током дана. Председник ће такође на данашњи дан донети одлуку о употреби Војске у цивилне сврхе. Након тога, очекује се да саопшти одлуку о мерама које ће бити предузете у циљу заштите становништва од ширења вируса корона.
Предузеће "Србија Воз" је саопштило да је привремено обустављен саобраћај возова на граничном прелазу Шид-Товарник, с циљем да се спречи ширење Ковида-19.
Непоштовање прописа, одлука и наредби надлежних органа ради спречавања и сузбијања епидемије вируса корона, као и ширење лажних вести којима се изазива паника представљају кривично дело, упозорава Удружење судија и тужилаца Србије (УСТ) и апелује на грађане да поштују заштитне мере Владе Србије.
На Косову и Метохији су потврђена четири нова случаја заразе вирусом корона, па је број укупно заражених порастао на девет у јужној српској покрајини. Три нова случаја су из општине Малишево, и утврђено је да су били у контакту са особом код које је претходно потврђен Ковид-19. Четврти случај је особа из општине Подујево.
У Републици Србији је до 18 часова регистровано укупно 48 (односно 57 са КиМ) потврђених случајева Ковид-19, објављено је на сајту covid19.rs. То значи да су од јуче регистрована два нова случаја. Од последњег извештаја тестирано је укупно 15 особа.
Влада Републике Србије на данашњој седници донела је Одлуку о ограничењу висине цена основних животних намирница, заштитне опреме и дезинфекционих средстава.Влада Србије донела је Закључак којим се забрана јавног окупљања у затвореним просторијама, са 100 људи колико је претходно било дефинисано, смањује на 50 људи.
Влада је упутила препоруку свим суграђанима старијим од 65 година, да посебно ограниче своје кретање и да у што мањој мери излазе из куће, будући да су они најугроженија група становништва.
Председник Србије Александар Вучић састао се са патријархом Српске православне цркве Иринејом у Палати Србије. Разговор са поглаваром СПЦ један је у низу данашњих састанака председника Републике, пре него што у 20 сати, како је најављено, саопшти које ће мере предузети, у складу са уставним овлашћењима с циљем сузбијања ширења вируса корона.

##### Заседање у влади, нове драстичне мере и увођење ванредног стања на територији Београда и Србије
Председник Србије Александар Вучић рекао је да је у држави проглашено ванредно стање због епидемије вируса корона. Од сутра нема школе, вртића и факултета. Грађани Србије који долазе из иностранства мораће у карантин. Председник замолио грађане старије од 65 година да не излазе из куће. Војска ће чувати објекте у којима се буду лечили оболели од Ковида-19.
Председник је рекао да је купљено пет милиона маски из Кине и да ће по њих бити послат авион. Такође, у току је поступак набавке нових респиратора. Вучић је истакао да је Србија од Кине тражила чак и лекарско особље. Када је реч о стању пацијената, председник је рекао да су тренутно двојица пацијената на механичкој вентилацији и они су у тешком стању. Остали су добро.
Додао је председник и да ће од сутра болнице у којима се лече оболели од Ковида-19 чувати војска. Полиција ће спроводити надзор над онима који су под изолацијом. Даље наводи да ће српски држављани који долазе из страних земаља морати да буду 14 дана у изолацији, а они који долазе из жаришта вируса корона 28 дана. Свако нарушавање правила значиће три године затвора.
Вучић је рекао да је замолио председника Кине Си Ђинпинга за помоћ због одлуке ЕК о забрани извоза медицинског материјала.
Границе Републике Србије ће од 15. марта бити затворене, рекла је председница Владе Србије Ана Брнабић. Границе остају отворене за држављане Србије који се враћају из иностранства, као и за дипломате и стране држављане са боравишном дозволом (мада ће сви који улазе у државу бити у 2-недељном карантину, а они који долазе из Кине, северне Италије и осталих жаришта 4 недељном). Председница Владе је навела да од уторка креће настава путем РТС Планете, РТС 3 и путем дигиталних уџбеника. 
Србија се затвара вечерас. Најјача могућа препорука људима је да седе кућама, да буду у самоизолацији. Предшколске, школске и високошколске установе ће од сутра ујутру бити затворене.— Ана Брнабић, РТС
Градски штаб за ванредне ситуације Београда донео је на вечерашњој седници одлуку о проглашењу ванредног стања на територији града, а мере које су у надлежности градског штаба подразумевају прекид рада свих предшколских установа, смањење обим јавног градског превоза и његово функционисање по суботњем режиму вожње.

##### Ванредно стање на КиМ
Привремене приштинске институције прогласиле су 15. марта, због епидемије вируса корона, ванредно стање у јавном здравственом сектору, а ова одлука ступа на снагу одмах. Влада тзв. Косова је донела ову меру на телефонској седници коју је сазвао премијер Аљбин Курти на захтев министра здравља Арбена Витије.

#### 16. март—прва помоћ из иностранства
До осам часова у Србији је регистровано укупно 55 (64) потврђених случајева вируса корона, саопштило је Министарство здравља.
Мушкарац из Варварина је, због кршења наредбе о самоизолацији од 14 дана, која му је одређена, приведен на саслушање у Основно тужилаштво у Крушевцу због кривичног дела „Непоступање по здравственим прописима за време епидемије.” Запрећена је новчана казна или казна до три године затвора.
Из Владе Србије је најављена подршка привреди. Како би због веће тражње спречили неосновано подизање цена, тржишни инспектори ванредно контролишу апотеке и продавнице широке потрошње.
Министар здравља Златибор Лончар рекао је да ће се променити режим рада медицинских установа и да ће се прегледати хитни случајеви. Поред инфективних клиника, Земунска болница и болница „Драгиша Мишовић” ће се претворити у болнице за пријем пацијента са вирусом корона, уколико се број буде повећавао, рекао је министар. Поновио је да су пацијенти доброг општег стања, осим два пацијента у Новом Саду који се налазе на механичкој вентилацији. Инфективне клинике установе од данас ће обезбеђивати Војска Србије, јер ће највећи удар бити на болнице које се баве пацијентима зараженим вирусом корона.
Ми смо направили план и програм које ће болнице преузимати пацијенте уколико се њихов број буде повећавао. Нећемо их мешати, када пацијент једном уђе са короном, попунићемо целу болницу.— Златибор Лончар, РТС
На Космету су регистрована четири нова случаја инфицирања вирусом корона, што доводи до укупног броја од 13 оболелих на територији Косова и Метохије, односно 68 у целој Србији. Четири нова случаја су из села Стубла код Витине. Ради се о рођацима пацијента коме је у петак дијагностикован вирус. Општина Витина, Клина и Малишево су у изолацији.
Премијерка Ана Брнабић оценила је да грађани нису довољно озбиљно схватили увођење ванредног стања и најавила могућност увођења строжих, укључујући и полицијски час. Што се тиче школске наставе на јавном сервису, најавила је да ће почети у од 17. марта и да су сви материјали и предавања снимљени. Школска настава ће се одвијати на РТС 3 каналу, РТС Планети и уз помоћ дигиталних уџбеника, оценила је председница Владе Србије.
Војска Србије од данашњег дана биће ангажована на контроли и обезбеђењу јавних објеката и болница, као и на граничним прелазима. Војска ће се налазити и на оним локацијама где се процени да има повећаног кретања људи током одвијања редовних активности на тим местима, као што су аутобуске и железничке станице, аеродроми, поште, саопштило је Министарство одбране.
Војска Србије спремна је за извршење свих задатака које добије у циљу заштите државе и грађана у условима уведеног ванредног стања у Републици Србији.— Саопштења Министарства одбране Србије, РТС
Ер Србија је, због ситуације са вирусом корона, отказала 16 летова планираних за 16. март, међу којима су и летови на линијама од Београда за Подгорицу, Загреб, Љубљану, Скопље и Бањалуку.
Ана Брнабић је, после седнице здравственог кризног штаба, најавила да ће сви шалтери јавне управе, и на републичком и на локалном нивоу, бити затворени. Поручила је да ће за грађане старије од 65 година бити уведена забрана изласка са запрећеном новчаном казном од 150.000 динара уколико не буду престали да излазе на улице, као што је случај данас. Рекла је и да се забрањује извоз лекова на тридесет дана.
Министар просвете, Младен Шарчевић, казао је да од 17. марта почиње настава на даљину за све основце и средњошколце на каналима РТС 3 и интернет платформи РТС Планета. Најавио је да ће бити провере знања за ученике, као и да се не одустаје од мале матуре и да се за то увелико припремају тестови.
Неће се одустати од мале матуре, штампају се тестови. Неће бити амнестије и да се у средње школе уписује како ко хоће. Настава на даљину мора озбиљно да се схвати.— Младен Шарчевић, РТС
Србији је стигла прва помоћ из иностранства за борбу са Ковидом-19 и то из Народне Републике Кине, саопштено је из Владе Србије. Тестове за детекцију вируса корона донирала је кинеска хуманитарна организација Mammoth Fondation, наводи се у саопштењу.
Република Србија овим путем изражава велику захвалност Народној Републици Кини и кинеском народу на овој помоћи. Уверени смо да ћемо уз помоћ наших кинеских пријатеља, уз њихову стручност и искуство, успети да се успешно изборимо са Ковидом-19 и да ће Србија из ове битке изаћи као победник.— Део саопштења Владе Србије поводом донације из Кине, РТС
Национални институт за јавно здравље на Косову и Метохији саопштио је да су од осмог марта до данас тестирана 263 сумњива узорка на вирус корона, од којих је петнаест позитивно, што значи да је током данашњег дана регистрована два нова случаја.
Куповина заштитних маски и рукавица у новосадским апотекама ускоро ће бити ограничена на 10 комада по особи, како би што више грађана могло да их набави, најавио је градоначелник Новог Сада, Милош Вучевић. У Новом Саду су затворени сви градски шалтери за плаћање, а грађанима се неће обрачунавати камата на неплаћене рачуне, даље наводи градоначелник Вучевић.
У Србији су регистроване још две особе заражене вирусом корона, чиме је укупан број заражених повећан на 57 (односно 72). У националној референтној лабораторији Института „Торлак” до 18 часова 16. марта 2020. тестирано је укупно 316 особа које су испуњавале критеријуме дефиниције случаја. Хоспитализовано је 29 особа и две особе су на механичкој вентилацији. Остали су у стабилном стању.
Влада Србије донела је на данашњој седници мере које је најавила премијерка Ана Брнабић. Грађанима који долазе из жаришта епидемије наложена је самоизолација од 28 дана. Забрањен је извоз лекова у трајању од 30 дана и затварају се шалтери јавних институција.

#### 17. март—додатна помоћ из Кине и увођење забране кретања од 20 до 5 часова
Према последњим информацијама, у Србији је регистровано још осам особа заражених вирусом корона, чиме је укупан број заражених повећан на 65, то јест 81. Од последњег извештаја до 8 часова, 17. марта 2020. године тестирани су узорци 19 особа од којих је осам позитивних и 11 негативних на нови вирус корона. У „Торлаку” је до сада тестирано укупно 335 особа које су испуњавале критеријуме дефиниције случаја.
Нови случај вируса корона потврђен је на Косову током ноћи, чиме је број заражених повећан на 16 у јужној српској покрајини. Национални институт за јавно здравље у Приштини саопштио је да се ради о жени која је у понедељак дошла из Лондона.
Шеф дипломатије Ивица Дачић разговарао је телефоном са генералним директором Светске здравствене организације, Тедросом Адханом Гебрејезусом, саопштило је Министарство спољних послова. Генерални директор Гебрејезус је обећао да ћe СЗО позитивно одговорити на захтеве Србије и упутити неопходну помоћ у складу са тренутно расположивим ресурсима.
Пожаревачка полиција поднела је тужилаштву кривичну пријаву против једне особе која је прекршила решење о самоизолацији. Пријава је поднета због кривичног дела непоступање по здравственим прописима за време епидемије.
Амбасадорка Кине у Србији Чен Бо изјавила је да очекује да кинески стручњаци за борбу против вируса корона стигну у Србију до краја недеље, а председник Александар Вучић захвалио је на великој помоћи и подршци коју Кина пружа Србији.
Ми смо мала земља и мали народ, али смо веома искрено и са великом пажњом пратили све што се дешава у Кини и веровали у снагу вашег председника Си Ђинпинга, у снагу вашег народа, Комунистичке партије Кине, у снагу свих ваших људи.— Александар Вучић, РТС
Амбасадорка Кине захвалила је Вучићу на тим речима додајући да је већ два његова писма послала Сију и да ће кинеска страна обратити велику пажњу на потребе Србије у борби против вируса.
Већ смо одлучили да дајемо донацију, а онда да пошаљемо и стручњаке.

Ако све буде добро, надам се до краја ове недеље да ће доћи стручњаци из Кине", навела је амбасадорка, а Вучић је на то рекао да је за Србију сваки дан важан.— Чен Бо, РТС
Портпарол кинеског министарства спољних послова Генг Шуанг потврдио је речи амбасадорке Бо и поручио је да Кина чврсто стоји уз Србију у борби против вируса корона те да ће та земља у Србију послати стручњаке и медицинску опрему.
Србија је блиски пријатељ Кине. Стаћемо чврсто уз Србију у борби против вируса корона.

Кина и Србија су свеобухватни стратешки партнери и имају чврсто челично пријатељство. Тема наших билатералних односа увек је била дељење и среће и туге. Никада нећемо заборавити да су у кључном тренутку борбе кинеског народа са епидемијом српска влада и народ понудили одлучну помоћ на више начина.— Генг Шуанг, РТС
Санитарни инспектори до сада су уручили око 8.000 решења о самоизолацији људи који су били у контакту са зараженим особама, седам особа ту меру није поштовало и они ће бити процесуирани пред надлежним судом, рекао је директор полиције Владимир Ребић.
Од 65 потврђених случајева у Србији, 34 пацијента су на болничком лечењу, 31 пацијент је на кућном лечењу, док су четири особе на механичкој вентилацији, изјавио је министар здравља Златибор Лончар. Од четири пацијента на респираторима, три су у КЦ Војводине и један је на Клиници за инфективне болести КЦС у Београду.
Влада Републике Србије донела је на данашњој седници нове мере у циљу сузбијања ширења вируса Ковида-19. Пооштрене су мере које се односе на ограничавање јавног окупљања на отвореном и у затвореном простору. Окупљања су у оба случаја ограничена тако да дистанца између лица мора бити најмање два метра, као и да на површини од четири квадратна метра не може бити више од једног лица. Поред сунцокретовог уља, од данас је забрањен и извоз сунцокрета у љусци и полупрерађеног уља.
Мушкарац из Малог Црнића је ухапшен због сумње да је ширењем неистинитих информација изазивао страх и панику.
Министар Арбен Витија рекао је да до сада на Косову и Метохији вирусом корона заражено укупно 17 особа, као и да је до сада тестирана 271 особа. Навео је да су две особе пуштене из болнице на кућно лечење, те да је стање свих оболелих, осим старијих особа, стабилно.
У Србији су од вируса корона оболеле 72 особе, најновији су подаци које је Министарство здравља објавило сајту covid19.rs. Од последњег извештаја до 18 часова, тестирани су узорци 39 особа, од којих је седам позитивно и 32 негативне на нови вируса корона.
Власти у Приштини потврдили су још два случаја заразом Ковида-19, чиме се број оболелих повећао на 19 на територији Космета. Реч је о мушкарцу (54) и жени (49) из Ђаковице који су се вратили из Диселдорфа.
На седници Владе одржаној вечерас донете су нове мере за борбу против пандемије вируса корона у Србији. Прва мера односи се на становништво старије од 65 година (у мањим срединама старијим од 70 година), а друга на све остале. Председник Александар Вучић саопштио је следеће:
Пошто нисмо успели да обезбедимо потребну дисциплину, да смањимо степен ризика, донели смо одлуку, Влада ју је донела, да од сутра ујутру у 10 часова у свим урбаним срединама, апсолутно је забрањен излазак на улицу свим лицима старијим од 65 година после 10 сати ујутру. У селима и местима мањим од 5.000 становника, забрана важи за све људе старије 70 година.
Касније је се надовезао:
Друга мера још је тежа: од сутра увече од 20 сати па до пет ујутру, забрана кретања важи свим лицима. Војска Србије преузеће све граничне прелазе и мигрантске центре и болнице. И мора да буде наоружана јер мора да заштити лекаре.

Такође, организоваћемо локалне самоуправе свуда где је то могуће, покушаћемо да до свих. Тиме гарантујемо да нико не може да остане гладан и без основних потрепштина за живот. Снабдевеност је добра, хране има на претек. После процене Владе Србије, нешто хране извешћемо комшијама у региону, пре свега БиХ и Републику Српску, посебно када је реч о брашну. Исти захтев имамо и из Северне Македоније.
У Србији су од вируса корона оболеле 72 особе, најновији су подаци које је Министарство здравља објавило сајту covid19.rs. Од последњег извештаја до 18 часова, тестирани су узорци 39 особа, од којих је седам позитивно и 32 негативне на нови вирус корона. Од сутра ујутро у свим урбаним срединама забрањен излазак на улицу старијима од 65 година, а у селима и местима са мање до 5.000 становника забрана се односи на старије од 70 година, рекао је председник Александар Вучић. Од сутра у 20 часова до пет сати ујутро, сваког дана, биће забрањено кретање на улици свим лицима било које старости, додао је председник.
У Кикинди је, по налогу Покрајинског штаба за ванредне ситуације, затворен рад свих угоститељских објеката, пијаца и трговинских радњи, осим продавница прехрамбених производа и апотека.

#### 18. март—пооштравање мера
У Републици Србији су регистрована укупно 83 (102 са КиМ) потврђена случаја Ковида-19, што је за 11 више него претходног дана. Од последњег извештаја од јуче тестирани су узорци 47 особа, од чега је 11 било позитивних. У кућној изолацији налазе се четири особе са лакшом клиничком сликом, док је седам особа задржано на болничком лечењу, без компликација, стабилног општег стања.
Од 18. марта ступају на снагу нове мере Владе поводом вируса корона: од десет часова у свим урбаним срединама апсолутно је забрањен је излазак на улицу особама старијим од 65 година, а на селу особама старијим од 70 година и од 20 часова до пет ујутру нико не може да буде на улици, сем надлежних органа на задатку и оних који имају радну обавезу у трећој смени.
Кина ће у Србију послати медицинску опрему, респираторе, маске и заштитне материјале, као и стручњаке који су управо изашли из борбе са вирусом корона и могу много да помогну српским лекарима, изјавио је саветник у Амбасади Кине у Београду Тијан Јишу.
Припадници Министарства унутрашњих послова ће, по налогу тужилаштва, поднети кривичне пријаве против четири особе из Варварина, Руме и Инђије због кривичног дела „непоступање по здравственим прописима”.
Након најновијих мера забране напуштања дома за грађане старије од 65 година, поднета је прва кривична пријава, изјавило је Више јавно тужилаштво у Београду. Кривична пријава поднета је против особе старије од 65 година, јер је прекршила забрану напуштања стана.
Влада Републике Србије донела је нове мере за сузбијања ширења вируса корона. Мере обавезног здравственог надзора и обавезне самоизолације, за које је до сада уручивано писано решење, издаваће се и усмено. Такође, одлуком Владе, међународни ваздушни саобраћај са аеродрома Константин Велики у Нишу, обуставља се до даљег.
У Клиничком центру Војводине хоспитализовано је шест пацијента код којих је потврђено да су заражени вирусом корона. Један пацијент је у послеподневним сатима транспортован из Опште болнице Панчево.
У Републици Србији је до 18 часова регистровано укупно 89 потврђених случајева Ковида 19. На снази нове мере Владе: од десет часова у свим урбаним срединама апсолутно је забрањен је излазак на улицу особама старијим од 65 година, а на селу особама старијим од 70 година. Од 20 часова до пет ујутру нико не може да буде на улици, осим надлежних органа на задатку и оних који имају радну обавезу у трећој смени.
Од последњег извештаја до 18 часова, 18. марта 2020. тестирани су узорци 19 особа од којих је шест позитивно и 13 негативно на вирус корона. У националној референтној лабораторији Института „Торлак” тестирано је укупно 440 особа које су испуњавале критеријуме дефиниције случаја.
У Београду, Кикинди и Нишу су највећа жаришта вируса корона у Србији, па после ова три града следи Чачак.
Председница Владе Ана Брнабић указала је да је закључак стручњака са седнице Кризног штаба да је од јуче почео тренд убрзавања ширења епидемије коронавируса у Србији. Премијерка је указала да су проблем држављани Србије, повратници из иностранства, који нису услишили апеле да остану у својим боравиштима и не долазе у Србију, па су и даље гужве на прелазима Батровац и Хоргош, од 14. марта до јутрос у осам сати вратило се 65.142 држављана Србије.
Грађани Србије одазвали су се позиву који је данас кружио друштвеним мрежама и на својим терасама, балконима и прозорима и у 20 сати упутили аплауз подршке српским медицинским радницима.

#### 19. март—број заражених прешао стотину
У Републици Србији је до 8 часова 19. марта 2020. регистровано укупно 97 (117 са КиМ) потврђених случајева вируса Ковид-19, саопштило је Министарство здравља.  У кућној изолацији налазе се три особе са лакшом клиничком сликом, док је пет особа задржано на болничком лечењу, без компликација, стабилног општег стања. До 8 часова, у националној референтној лабораторији Института „Торлак” тестирано је укупно 486 особа које су испуњавале критеријуме дефиниције случаја.
У Клинички центар Србије стигло је 18 нових респиратора шведске производње, допремљених из Каира.
Министар унутрашњих послова Небојша Стефановић потврдио је да ће путнички авио-саобраћај од 19. марта бити у потпуности ограничен и да ће аеродроми моћи да раде и примају авионе само уз специјалну дозволу Владе Србије.
Аеродром Никола Тесла у Београду неће бити затворен у време уведеног ванредног стања због ширења вируса Ковид-19, већ ће бити привремено обустављени сви комерцијални међународни летови, саопштило је Министарство грађевинарства, саобраћаја и инфраструктуре.
Министар спољних послова Ивица Дачић рекао је да је формиран кризни Штаб за помоћ људима који се налазе у иностранству и поручио да се спољна политика тренутно своди на борбу против вируса корона.
У КЦВ тренутно се лечи шесторо пацијената оболелих од коронавируса, од чега су два у бољем општем стању, док су три пацијента смештена у јединици интензивног лечења, уз примену механичке вентилације.
„Ер Србија” је од 19. марта привремено обуставила превоз путника, због ситуације изазване пандемијом вируса корона, као и привременог обустављања међународног путничког саобраћаја.
Број заражених вирусом корона у Србији премашио је стотину (не рачунајући КиМ). Према најновијим информацијама, до сада је вируса корона регистрован код 103 особе (117 са КиМ). Од последњег извештаја до 18 часова, тестирани су узорци 20 особа од којих је шест позитивно и 14 негативно на нови вирус корона. До 18 сати у националној референтној лабораторији Института „Торлак” тестирано је укупно 506 особа које су испуњавале критеријуме дефиниције случаја.

##### Конференција за штампу председника Вучића
Од осам ујутру затварају се сви гранични прелази за друмски, железнички и речни саобраћај, најавио је председник Александар Вучић на конференцији за штампу. Од 12 часова потпуно се укида међуградски аутобуски и железнички саобраћај, а оставља се могућност за аутомобилски саобраћај.
Од увођења ванредног стања у Србију је ушло више од 71.000 људи, углавном са подручја Немачке, Аустрије, Италије и Француске.
Многи од њих су веома дисциплиновани и добри људи, али има и катастрофалних изузетака.
У наредним данима ћемо вероватно донети и додатне одлуке о временском проширењу онога што неки називају полицијски час, а ми забрана кретања.— Александар Вучић, РТС
Вучић је даље истакао да ће Србија од 20. марта имати првих 30.000 литара раствора натријум-хипохлорид, који препоручује СЗО као најбоље средство за дезинфекцију.
Тиме ћемо да чистимо и дезинфикујемо све болнице, тамо где нема короне на три сата, а где има на сат времена.
Председник је најавио је да ће у недељу, 22. марта, стићи потребне количине брашна српском народу на северу Косова.
За достављање робе на КиМ, ми ћемо тражити дозволу, јер ми помажемо преко црвених телефона за транспорт одређених роба да снабдемо север Косова и Косовско поморавље брашном.
Даље је навео да су две особе пуштене из болнице, пошто је на два теста утврђено да више нису позитивне на вирус корона. Очекује да сутра буде пуштено још троје лица, али очекује и да сутра у ово време буде можда и највећи број заражених лица до сада.
Поводом информација које су се појавиле у српској јавности да горива неће бити довољно, Вучић је рекао да нема никаквих проблема са горивом, да нафте има довољно, као и да ће бити одобрен њен извоз. У току су привођења лица која су измислила причу о несташици горива, навео је Вучић.
Држава је спремна да пошаље наше авионе за српске студенте и друге грађане који су остали заробљени на аеродромима у иностранству, изјавио је, а и тиме завршио конференцију, српски председник.
Спремни смо да пошаљемо наше авион и ми то да платимо. Наши људи и студенти треба да разумеју да ћемо да покушамо и потписаћемо специјалну дозволу за ту врсту специјалних летова за нашу децу и грађане.
Национални институт за јавно здравље у Приштини је саопштио да је још једна особа заражена вирусом корона. Реч је о особи из Липљана, која има 46 година и која је претходно боравила у Берлину. Укупан број заражених на Космету је сада 21, а у целој Србији 118.
Епидемиолог Предраг Кон изјавио је да је Србија завршила другу недељу епидемије вируса корона, као и да је трећа недеља једна од кључних. Истиче да је циљ развући епидемију, као и да је несумњиво да ће трајати још шест недеља у режиму као што је овај.

#### 20. март — помоћ из Норвешке и ЕУ, проглашење епидемије, прва оздрављења и први смртни случај
У Србији је регистровано укупно 118 потврђених случајева вируса Ковид-19. Од осам сати затворени су сви гранични прелази за друмски, железнички и речни саобраћај. Такође, од 12 часова потпуно се укида међуградски аутобуски и железнички саобраћај, а оставља се могућност за аутомобилски саобраћај. Од последњег извештаја до осам часова тестирани су узорци 39 особа од којих је 15 позитивно и 24 негативно на нови вирус корона. До осам сати у „Торлаку” је тестирано укупно 545 особа које су испуњавале критеријуме дефиниције случаја.
Министар Небојша Стефановић је рекао да је друга ноћ забране кретања у Србији протекла релативно мирно и захвалио се се свима који су схватили колико је важно да буду озбиљни и одговорни. Навео је да је ухапшено укупно 154 лица због кршења мера Владе Србије. Такође, до јутрос у осам часова 66 особа је спроведено у карантин у Моровићу.
Два пацијента из Ниша која су била заражена вирусом корона пуштени су из болнице јер су после тестова били негативни на тај вирус. Покрајински секретар за здравство Зоран Гојковић рекао је да то не значи да они треба да излазе напоље, него да треба да остану код куће наредних 14 дана.
Председник Србије Александар Вучић захвалио се на помоћи амбасадору Краљевине Норвешке у Србији, Еугену Јелстаду, који га је обавестио о донацији од пет милиона евра у борби против вируса корона. У изјави после састанка с норвешким амбасадором, Вучић је рекао да исказује огромну захвалност норвешкој држави и народу.
Важно је да је Норвешка, која је била угрожена нападом вирусом корона, пронашла довољно воље и снаге да помогне Србији, која је данас сасвим извесно у тежој позицији, и због снаге нашег здравственог система и због других објективних фактора.— Александар Вучић, РТС
Јерн Еуген Јелстад истакао је да је Норвешка искрен пријатељ Србије и жели да помогне српском народу, иако се и сама суочава са највећим изазовом до сада.
Вучић је касније разговарао телефоном са високим представником Европске уније за спољне послове и безбедносну политику, Жозепом Борељом, о мерама које се предузимају са циљем сузбијања ширења вируса корона и заразне болести Ковид-19.
На Косову и Метохији потврђен још један случај вируса корона, чиме се број заражених попео на 22 у јужној српској покрајини.
Председник Кине Си Ђинпинг поручио је, у писму намењену председнику Србије, да ће кинеска страна пружиће Србији материјалну помоћ, укључујући заштитне материјале и медицинску опрему и обезбедити подршку у набавци неопходне робе у Кини.
Пружаћемо Србији материјалну помоћ, укључујући заштитне материјале и медицинску опрему и обезбеђивати подршку у набавци неопходне робе у Кини. Послаћемо и тим медицинских стручњака у Србију да бисмо вам пружили помоћ у анализирању ситуације и поделили искуство о контроли и спречавању ширења вируса и лечењу оболелих, како би се подигао ефекат сузбијања епидемије у Србији ради заштите здравља и благостања народа— Си Ђинпинг, РТС
У КЦВ је стигло пет респиратора, од 18 које је јуче обезбедила Влада Србије.
Европска унија упутила је помоћ од седам и по милиона евра Србији за јачање капацитета и подршку активностима у борби против пандемије вируса корона.
Влада Србије донела је поново низ одлука у вези са спречавањем ширења вируса Ковид-19, међу којима је обустављање међумесног путничког аутобуског превоза, међународног и унутрашњег железничког путничког и речног превоза путника. Што се тиче забране слетања и полетања, прецизирано је да се она не примењује на летове за превоз робе и поште, трагање и спасавање, летове који се обављају у хуманитарне сврхе и хитан медицински превоз.
Нешто после 16 часова, авион националне авио-компаније „Ер Србије” кренуо је по држављане Србије који су широм Европе остали заробљени због пандемије вируса корона.
Министар здравља Златибор Лончар издао је јуче наредбу о проглашењу епидемије у Србији изазвану коронавирусом, објављено је јуче у Службеном гласнику.
Проглашава се епидемија заразне болести COVID-19, епидемијом од већег епидемиолошког значаја – за територију Републике Србије. Ова наредба ступа на снагу даном објављивања у Службеном гласнику Републике Србије.— Службени гласник, Информер
У Републици Србији је до 18 часова 20. марта 2020. године регистровано укупно 135 потврђених случајева Ковида-19. Од последњег извештаја до 18 часова, 20. марта 2020. године тестирани су узорци 40 особа од којих je 17 позитивно и 23 негативно на нови корона вирус. Од седамнаест потврђених случајева од последњег извештаја, њих девет је хоспитализовано, али без компликација, доброг општег стања, док њих осам има лакшу клиничку слику и налазе се у кућним условима. До 8 часова 20. марта 2020. године, у националној референтној лабораторији Института „Торлак” тестирано је укупно 585 особа које су испуњавале критеријуме дефиниције случаја.
Прва жртва вируса корона на територији Србије потврђена је 20. марта 2020. У питању је мушкарац из Кикинде, стар 59 година. Преминуо је у Клиничком центру Војводине. На механичкој вентилацији се налази осам пацијената.
Ана Брнабић рекла је да ће рад кафића, ресторана и тржних центара бити забрањен већ од суботе од 20 часова, а не од недеље како је претходно било најављено.
На Косову и Метохији регистрована су још два случаја заразе вирусом корона, што значи да је укупан број заражених достигао 24 у српској покрајини.

#### 21. март — обустављање јавног превоза, затварање ресторана, кафића и тржних центара, забрана кретања од 17 часова до 5 часова и долазак стручњака из Кине
Епидемиолог Бранислав Тиодоровић рекао је да у Нишу има 27 потврђених случајева вируса корона. Навео је да међу њима има и лекара. Истакао је да вирус није ушао у болницу, Према његовим речима, ситуација у Нишу је под контролом.
Авионом „Ер Србије” допутовали су држављани Србије који су били заробљени на аеродромима „Шарл де Гол” у Паризу и „Схипол” у Амстердаму.
Према последњим информацијама од 8 часова, од вируса корона у Србији је заражено још 14 особа, па је укупан број оболелих 149. Од последњег извештаја, тестирани су узорци 38 особа од којих је 14 позитивно и 24 негативно на нови вирус корона. Њих девет је хоспитализовано, али без компликација, доброг општег стања, док њих пет има лакшу клиничку слику и налазе се у кућним условима. У националној референтној лабораторији Института „Торлак” до сада су тестиране укупно 624 особе које су испуњавале критеријуме дефиниције случаја.
Ивица Дачић примио је писмо од из Kине од министра спољних послова Ванг Јија у којем му поручује да су Србија и Кина челични пријатељи који су увек једни уз друге, као и да је Кина спремна да српској страни пружи помоћ због новонастале ситуације са вирусом корона.
У циљу спречавања ширења вируса, Влада Србије одлучила је да од вечерас у 20 сати у потпуности обустави јавни превоз на територији целе земље, престану да раде кафићи, ресторани и тржни центри и ограничава се окупљање највише до пет особа.
Влада Србије је на данашњој седници донела нове мере у циљу спречавања вируса Ковид-19. Неке су већ најављиване, попут обустављања градског превоза у Србији, али уведено је и неколико нових мера: 1. Одлука о укидању градског превоза ступа на снагу вечерас у 20:00 часова, она се не односи на такси превоз, превоз запослених и сопствени превоз. 2. Забрана кретања за старије суграђане од 20:00 часова до 05:00 часова сваког дана, недељом старији грађани од 03:00 часова до 08:00 часова ујутро могу изаћи да купе намирнице у самопослугама и лекове у апотекама. 3. Забрана кретања за млађе од 65 година, мења се за дан субота и ова забрана ће трајати од 20:00 часова до 03:00 часова, а не до 05:00 часова како је било досад. 4. Забрањује се боравак на свим јавним површинама намењеним за рекреацију и спорт и свим парковима. 5. Забрана јавног окупљања у затвореним просторима је пооштрена, тако да у једном затвореном простору не може боравити више од 5 особа. 6. Што се тиче угоститељских објеката, донета је одлука о посебним мерама пружања услуга у области трговине на мало, која обухвата продају хране и пића. То не подразумева затварање угоститељских објеката, већ им се забрањује да своју делатност врше тако што би корисници услуга купљену храну и пиће конзумирали у самом објекту или у башти угоститељског објекта. У пракси, то значи да ће грађани моћи да купе храну и пиће за успут, али је не могу конзумирати столом или шанком у самом угоститељском објекту или у башти угоститељског објекта. Уколико угоститељ жели да врши своју делатност за време трајања ванредног стања, неопходно је да успостави доставну службу која би испоручивала храну и пиће за успут или да организује шалтер преко кога би се продавала храна и пиће без уласка у сам угоститељски објекат.
У Републици Србији је до 18 часова 21. марта 2020. године регистрован укупно 171 потврђени случај Ковид-19. Од последњег извештаја до 18 часова, 21. марта 2020. године тестирани су узорци 48 особа од којих je 22 позитивно и 26 негативно на нови корона вирус. Од 22 потврђена случаја од последњег извештаја, њих 17 је хоспитализовано, али без компликација, доброг општег стања, док њих пет има лакшу клиничку слику и налазе се у кућним условима. До 18 часова 21. марта 2020. године, у националној референтној лабораторији Института Торлак тестиране су укупно 672 особе које су испуњавале критеријуме дефиниције случаја.
Председник Републике Србије Александар Вучић предложио продужетак полицијског часа Влади Србије. Забрана кретања за све грађане Републике Србије важи од 17 часова до 5 часова.
Не терајте ме да уведемо полицијски час 24 сата дневно. Погледајте Италију - у дану је умрло 793 људи. Да ли људи разумете шта се дешава? Не говорим ово због политике. Молим вас не излазите из куће. Уколико људи не остају у кућама, већ од понедељак може бити полицијски час од 13 сати, а после тога можда и 24 сата. Имамо 11 људи на механичкој вентилацији, имамо једног преминулог, и зато вечерас предлажем Влади нове мере. Полицијски сат ће од сутра да траје ок 17 до 5 ујутру, укупно 12 сати. Ово не радимо да би неко више седео у кући, већ да би могли да преживимо. Људи, у Италији је јуче 627 људи умрло. Данас је у Америци умрло 300 људи, у Шпанији 1.400 укупно. Шта је то што треба да урадимо да бисте нас послушали. Наша прва жртва, млад човек из Кикинде, био је болестан, пензионисан је због тога. Имамо једног са ампутираном ногом у Новом Саду, баку од 90 година. Велику борбу водимо за њих. Зато вас молим да разумете, од сутра нема паркова. Од 17 до 7 ће бити полицијски сат. Не буде ли то довољно, биће од 7 до 13. Судите ми када се све ово заврши. Стрељајте ме, радите шта хоћете.— Александар Вучић, Блиц
Медицинска помоћ и стручњаци из Кине слетели су на Аеродром „Никола Тесла”, како је и најављивано јуче у току дана. Стигли су медицински апарати, дезинфекциона средства, маске и друга заштитна опрема, као и шесторо медицинских стручњака који су се борили против вируса корона у Вухану, одакле је епидемија и кренула. Кинеске стручњаке је на аеродрому дочекао лично председник Србије.
Ми ћемо од вечерас слушати све што они кажу, то није политика, већ поштовање оних који су показали да умеју да обеђују најтежег непријатеља данашњице, а то је вирус корона.

Кина која још није завршила своју борбу рекла је – помоћи ћемо српским пријатељима и даћемо им део наших респиратора. Србија то не сме да заборави. Кина нам је пријатељ за вијеке вјекова.— Александар Вучић, РТС
Амбасадорка Чен Бо је рекла да су Кина и Србија челични пријатељи који деле добро и зло. Подсетила је да је Кина добила помоћ Србије када се суочавала са изазовом ширења вируса и да је спремна да сада упути помоћ Србији.
Ми смо заједно, јаки и са пријатељима ћемо се борити до коначне победе.— Чен Бо, РТС
Код jош четири особе на Косову и Метохији детектован је вирус корона, па је број заражених порастао на 28. Из Института за јавно здравље саопштено је да је у једном случају вирус пренет из Немачке у Урошевац. У другом случају две особе су биле позитивне у Приштини, а у трећем ради се о особи из Ђаковице. На Космету је до сада тестирано 447 особа.

#### 22. март — помоћ из Уницефа, нагли раст броја заражених и други смртни случај
У Републици Србији је до 8 часова 22. марта 2020. године регистрован укупно 188 потврђених случајева Ковида-19, саопштило је Министарство здравља. Од 17 потврђених случајева, њих 11 је хоспитализовано, али без компликација, доброг општег стања, док њих шест има лакшу клиничку слику и налазе се у кућним условима. У националној референтној лабораторији Института „Торлак” тестирано је укупно 700 особа које су испуњавале критеријуме дефиниције случаја.
Отворено је преко две хиљаде продавница широм Србије где пензионери могу да обаве потребну куповину намирница и других производа.
У току прошле ноћи ухапшено је шест особа које су прекршиле забрану кретања од 20 do 5 сати ујутру, а једна због кршења мере самоизолације. Сви окривљени за кршење полицијског часа су признали кривицу и закључили споразуме са тужилаштвом на основу којих су већ осуђени на условне казне од шест месеци затвора с роком провере од две године.
Друга жртва вируса корона у Србији је жена, стара 92 године. Она је била на болничком лечењу, њену смрт је потврдио министар здравља Златибор Лончар.
Други авион „Ер Србије” из Шангаја са медицинском помоћи слетео је на београдски аеродром. Допремио је маске, респираторе, медицинску опрему и лекове.
У Амбасади Србије у Пекингу прикупљена је помоћ за борбу против епидемије вируса корона у тежини од скоро две тоне, која би наредних дана требало да буде послата у Београд. Прикупљено је више од 150 кутија са пола милиона медицинских маски, заштитних одела, рукавица, наочара и друге заштитне опреме.
Прва жртва вируса корона забележена је на Косову и Метохији, пошто је у Подујеву преминуо 85-годишњи мушкарац.
Како би пружио подршку напорима Владе Србије у борби против вируса корона, Уницеф је поручио 50 респиратора за механичку вентилацију, заштитну опрему и хигијенске пакете у вредности већој од 500.000 долара уз финансијску подршку Phi Academy, Војвођанске банке, редовних донатора и Уницефове амбасадорке Ане Ивановић, стићи ће и додатних 35 респиратора.
Један од кључних елемената мандата Уницефа на глобалном нивоу, јесте да својом стручношћу и оперативним искуством реагује на хитне ситуације. Тако и Уницеф у Србији својом брзом реакцијом доприноси да се ублаже последице коронавируса на нормално функционисање живота деце, младих и њихових породица.— Саопштење Уницефа, РТС
У Републици Србији су до 18 часова 22. марта 2020. године регистрована укупно 222 потврђена случаја Ковид-19. Од последњег извештаја до 18 часова, 22. марта 2020. године тестирани су узорци 61 особе од којих je 34 позитивно и 27 негативно на нови корона вирус. Од 34 потврђена случаја од последњег извештаја, њих 21 је хоспитализовано, без компликација, стабилног општег стања, док њих 13 има лакшу клиничку слику и налазе се у кућним условима. До 18 часова 22. марта 2020. године, у националној референтној лабораторији Института „Торлак” тестирана је укупно 761 особа која је испуњавала критеријуме дефиниције случаја.
У Србији су вирусом корона заражене укупно 222 (253 са КиМ) особе, а у болници је 131 особа. На механичкој вентилацији је 15 особа, од којих је троје у прилично озбиљном стању.

#### 23. март — трећи смртни случај и раст броја заражених на КиМ
Авион „Ер Србије” кренула је по држављане Србије који су, због вируса корона, остали заробљени на аеродрому у Дохи. Влада Србије је такође обезбедила повратак туриста из Хаване.
За време ванредног стања, малопродајна цена заштитних маски које привредним субјектима дистрибуира РФЗО може бити највише 120 динара са урачунатим ПДВ-ом, а крајњи купац по куповини их не може купити више од 10.
У Републици Србији је до 15 часова 23. марта 2020. године регистровано укупно 249 потврђених случајева Ковид-19. Од последњег извештаја до 15 часова, 23. марта 2020. године тестирани су узорци 61 особе од којих je 27 позитивно и 34 негативно на нови корона вирус. Од 27 потврђених случајева од последњег извештаја, њих 19 је хоспитализовано, стабилног општег стања, док њих 8 има лакшу клиничку слику и налазе се у кућним условима. До 15 часова 23. марта 2020. године, у националној референтној лабораторији Института Торлак тестиране су укупно 822 особе које су испуњавале критеријуме дефиниције случаја.
Трећа жртва вируса корона у Републици Србији, потврђено је да је преминула 60-годишња жена из Београда.

##### Проблеми на Космету
Надлежни на Космету одлучили су да од 24. марта ограничи кретање грађана као меру заштите од вируса корона и то од 10 до 16 часова током дана и од 20 часова увече до 6 ујутро. Забрана не важи за возила за медицинске потребе, производњу, снабдевање и продају производа широке потрошње и за услуге активности у вези са пандемијом.
Најновије информације показују да је још 26 особа позитивно на вирус корона, што је највећи скок броја оболелих од избијања пандемије на подручју Косова и Метохије. Укупно је оболела 61 особа на територији јужне српске покрајине, а већина новооболелих је из Малишева и Гњилана.

#### 24. март
Укупан број заражених вирусом корона у Србији износи 249 (310 са КиМ) док су три особе преминуле. Према препорукама кинеских стручњака, широм Србије, у великом броју, обавиће се тестирања на Ковид-19.
Владимир Ребић је изјавио да је полиција синоћ процесуирала 112 лица у Србији због непоштовања полицијског часа. Апеловао је грађане да се придржавају одлуке Владе, јер ће у супротном одговарати пред правосудним органима, а чекају их високе новчане казне. Истакао је да се из дана у дан повећава проценат оних који поштују забрану кретања и да је, од када се врши ова активност, 511 лица обухваћено кривичном пријавом.
Епидемиолог Предраг Кон рекао је да сви који су били у контакту морају да прођу тестирања, као и они који су били у самоизолацији. Кон је указао да то омогућује убрзано сузбијање епидемије, док су до сада били тестирани само тешки респираторни пацијенти. Између осталог, професор је изјавио да је могло да буде боље него што је сада, али да не можемо да будемо превише незадовољни јер се Србија налази у 19. дану.
Око 170 српских држављана, који се тренутно налазе у Тајланду, покушава да се врати у Србију. Са компанијом „Катар ервејз” је договорена могућност њиховог повратка, али се чека одобрење Владе Србије.
Авион „Ер Србије” из Шангаја слетео је на београдски аеродром са хуманитарном помоћи.
У Републици Србији су до 15 часова 24. марта 2020. године регистрована укупно 303 потврђена случаја Ковид-19. Од последњег извештаја до 15 часова, 24. марта 2020. године тестирани су узорци 94 особе од којих je 54 позитивно и 40 негативно на нови корона вирус. Од 54 потврђена случаја од последњег извештаја, њих 27 је хоспитализовано, док се њих 27 налази  у кућним условима. До 15 часова 24. марта 2020. године, у националној референтној лабораторији Института Торлак тестирано је укупно 916 особа које су испуњавале критеријуме дефиниције случаја. Међу зараженима су и две бебе.
Министарка Зорана Михајловић изјавила је да су штете у саобраћају и инфраструктури због вируса корона према првим проценама, веће од 110 милиона евра.
Из Министарства правде саопштено је да се због кршења мера самоизолације у притвору налази 75 људи.
Словеначка влада постигла је споразум са Србијом да организује транспорт око 400 држављана Србије који су остали у Словенији приликом повратка из других земаља Европске уније.
На Косову и Метохији регистрована су два нова случаја, тако да су сада вирусом корона заражене 63 особе. Зараза је потврђена код две жене - једна живи у селу Врапчићу код Гњилана (25), а друга (73) у Доњем Студимљу код Вучитрна. Од 8. фебруара до данас, у лабораторији за молекуларну микробиологију, тестирана су укупно 732 узорка на вирус корона, 63 је позитивно, а једна је особа (82) преминула на Космету.

#### 25. март — четврти смртни случај и велики раст броја заражених
Вирус корона у Србији је однео четврту жртву, реч је о жени у Нишу. Према последњим подацима, у Србији су коронавирусом заражене 303 особе, међу којима и две бебе.
Према првим проценама губици у транспорту до овог тренутка због вируса корона износе око 120 милиона евра, навела је министарка Зорана Михајловић. Истакла је да не постоји део транспортног система који не трпи због пандемије.
У Републици Србији су до 15 часова 25. марта 2020. године регистрована укупно 384 потврђена случаја Ковид-19. Од последњег извештаја до 15 часова 25. марта 2020. године тестирани су узорци 245 особа од којих je 81 позитивно и 164 негативно на нови корона вирус. До 15 часова 24. марта 2020. године, у националној референтној лабораторији Института Торлак тестирано је укупно 1161 особа које су испуњавале критеријуме дефиниције случаја.

#### 26. март — три смртна случаја и раст броја заражених
У току ноћи преминула су још два пацијента код којих је био потврђен Ковид-19. У питању је К.С. (1940) који је био хоспитализован у Клиници за инфективне и тропске болести КЦС. Он се последњих неколико дана налазио на респиратору, а доктори су уложили максимум током његовог лечења. Иначе је боловао од кардиомиопатије, имао је хипертензију, хроничну опструктивну болест плућа и дијабетес мелитус. Друга је женска особа П.Б. (1958.) која је била хоспитализована у Клиничком центру Ниш. Налазила се на механичкој вентилацији и под сталном пажњом медицинских тимова, који су учинили све да је спасу, али је ипак дошло до леталног исхода. Хронично је лечила артеријску хипертензију и дијабетес, као и реуматоидни артритис.
У Републици Србији је до 15 часова 26. марта 2020. године регистровано укупно 457 потврђених случајева Ковид-19. Од последњег извештаја до 15 часова 26. марта 2020. године тестирани су узорци 295 особа од којих je 73 позитивно и  222 негативно на нови корона вирус. Од потврђена 73 случаја, њих 47 је хоспитализовано. До 15 часова 26. марта 2020. године, у националној референтној лабораторији Института Торлак тестирано је укупно 1456 особа које су испуњавале критеријуме дефиниције случаја.
Још једна особа је преминула у току дана, реч је о жени која је имала 48. година и била хоспитализована у болници „Драгиша Мишовић”.
Вечерас стиже први авион помоћи коју Европска унија шаље Србији, најавио је шеф Делегације ЕУ у Србији Сем Фабрици и додао да је реч о медицинској опреми. Сем Фабрици је рекао за РТС да су најавили пакет од 15 милиона евра непосредне помоћи, плус 78 милиона за економски опоравак.
Очекујемо да прва помоћ стигне вечерас, стиже медицинска опрема која је хитно потребна, авион ће стићи вечерас у 9.20. Биће то помоћ за хитне потребе из Европске уније, остало ће стићи наредних дана. Затражили су и помоћ Европске уније и када је реч о транспорту и куповини друге опреме. Већ смо прерасподелили 15 милиона евра. Србија је прогласила ванредно стање 15. марта, добили смо захтев за помоћ 16. марта, а убрзо сам потписао први уговор, први грант са министарком за европске интеграције прошлог петка. Ове недеље већ имамо прву испоруку. Узимајући у обзир тајминг, тешкоће и да опрема треба да се допреми из разних делова света мислим да смо испоштовали важан и кратак рок. Мислим да смо за недељу дана осмислили важан план, добар за ванредне случајеве, економију, промет роба и услуга и ја мислим да је ово моменталан, важан и брз одговор.— Сем Фабрици, Шеф делегације ЕУ, РТС
Авион „Ер Србије” са 120 српских држављана из Лондона слетео је у Београд.
Компанија за грађење, ремонт и одржавање пруга „ЗГОП” из Новог Сада, која је од 2017. године у власништву казахстанске компаније „Интегра Конструкшн КЗ”, донела је одлуку да уплати три милиона динара Фонду за борбу против вируса корона, као одговор на позив председника Србије Александра Вучића. Издвојена средства биће усмерена за набавку медицинских маски и потребне опреме, као и за помоћ социјално угроженим групама у Србији.
На косовској територији регистровано је осам новозаражених корона вирусом и сада их је укупно 79, потврдио је поподне вршилац дужности министра здравља Арбен Витиа. Витиа је на свом Фејсбук профилу објавио да је укупно 89 особа тестирано.

#### 27. март — осми смртни случај, раст броја заражених и још помоћи из Кине
Према последњим информацијама, потврђено је 457 случајева Ковида-19 у Србији. Још један авион са медицинском помоћи и опремом слетео је на београдски аеродром. Највећи број оболелих је у Београду, Нишу и Ваљеву.
На Косову и Метохији има 86 особа заражених вирусом корона, након што је синоћ откривено седам нових случајева, саопштено је из Института за јавно здравље. Сви случајеви су из Малишева.
Наредна седмица је најбитнија јер се тада може очекивати најјаче убрзање ширења вируса корона, док ће у петој недељи епидемија полако доћи до врха, изјавио је епидемиолог Предраг Кон на веб-конференцији. Казао је да је за сада ситуација солидна, јер смо захваљујући мерама успели да за 6-7 дана успоримо вирус, али и да нам је у наредне две недеље потребна гвоздена дисциплина.
Хуманитарна организација „Солидарност за Косово”, чији је оснивач француски хуманитарац Арно Гујон, организовала је нову акцију прикупљања помоћи Србима на Косову и Метохији.
Авион „Ер Србије”, са српским држављанима из Немачке, слетео је после подне на београдски аеродром „Никола Тесла”. Овим летом претходно су 174 немачка држављана превезена из Београда у Берлин.
У Републици Србији је до 15 часова 27. марта 2020. године регистровано укупно 528 потврђених случајева Ковид-19. Од последњег извештаја до 15 часова 27. марта 2020. године тестирани су узорци 259 особа од којих je 71 позитивно и 188 негативно на нови корона вирус. Од потврђеног 71 случаја, њих 48 је хоспитализовано. До 15 часова 27. марта 2020. године, у националној референтној лабораторији Института Торлак тестирано је укупно 1715 особа које су испуњавале критеријуме дефиниције случаја.
На клиници за инфективне болести Клиничког центра Војводине (КЦВ) у Новом Саду, преминуо је 62-годишњи мушкарац пацијент из Кикинде, инфициран вирусом корона, саопштила је Покрајинска влада.
На београдски аеродром „Никола Тесла” слетео је још један авион са медицинском опремом из Кине. У њему се налази 3,5 милиона епидемиолошких маски Н95 које су купљене у Кини.
Авион српске националне авио компаније који је из Лос Анђелеса превезао опрему за здравство, слетео је вечерас на београдски аеродром. Авионом је допремљено шест милиона стерилних рукавица, купљених од Кине, а које су биле ускладиштене у САД.
Институт за јавно здравље у Приштини саопштио је да је вирус корона потврђен код још две особе. Према саопштењу, нови случајеви су забележени у Ђаковици и Приштини.Од 8. фебруара до данас, на Косову и Метохији је анализиран укупно 991 узорак, од којих је позитивно било 88, а једна особа је умрла. Под надзором је 1.749 особа. Тиме је број укупно оболелих на Космету достигао 89.

#### 28. март — четврта недеља и више од 600 заражених, два смртна случаја и нове, пооштрене мере Владе Србије
Србија је у четврту недељу ушла са 528 случајева заразе вирусом корона, док је девет особа преминуло. Вирус је забележен у 35 градова широм државе. У самој Ћуприји је регистрован 41 случај. Вирус корона забележен је у 35 градова Србије. Највише оболелих је у Београду (219), Ваљеву (45), Ћуприји (41), Нишу (40), Крушевцу и Крагујевцу (14) и у Чачку (11). У осталим градовима забележени појединачни случајеви.
У Републици Србији је до 15 часова 28. марта 2020. године регистровано укупно 659 потврђених случајева Ковид-19. Од последњег извештаја до 15 часова тестирани су узорци 371 особе од којих je 131 позитивно и 260 негативно на нови корона вирус. До 15 часова, 28. марта 2020.године, у националној референтној лабораторији Института Торлак тестирано је укупно 2086 особа које су испуњавале критеријуме дефиниције случаја.
Министар здравља Републике Србије Златибор Лончар је објавио да су преминуле још две особе у Србији од вируса корона. У питању је жена која је била хоспитализована у Инфективној клиници у Београду, и мушкарац који је имао 63 године из Ниша. Оба пацијента су имала раније пуно здравствених проблема.
Нове мере Владе Републике Србије које су донете на седници у циљу спречавања даљег ширења вируса корона:
1. Свим грађанима Републике Србије, као и странцима са боравишном дозволом, који су у земљу ушли 14. марта и касније, продужава се обавезна мера кућне самоизолације са 14 на 28 дана. 2. Мења се време трајања забране кретања викендом (суботом и недељом), од сад неће више бити од 17:00 часова до 05:00 часова већ се забрана кретања продужава и сада ће она бити од 15:00 часова до 05:00 часова. 3. Укида се одлука о дозвољеној шетњи кућних љубимаца у трајању од 20 минута од 20:00 часова до 21:00 часова. 4. Забрањује се рад свих пијаца на отвореном и затвореном и налаже се да се пијаце затворе до даљњег. 5. Најстарији грађани једино смеју недељом од 03:00 часова до 08:00 часова напуштати своје домове у циљу куповине намирница у продавницама.
На Косову су данас регистрована два случаја заразе вирусом корона, тако да за сада на Косову има 90 оболелих од вируса корона, и један преминули.
Авион „Ер Србије“ вратио се данас са Малте са 147 држављана Србије. Авион је слетео на београдски аеродром после 12 часова, а међу путницима је било и троје деце.
Авион из Абу Дабија, са медицинском и заштитном опремом из Уједињених Арапских Емирата (УАЕ) за Србију, стиже ноћас у Београд. То је први део донације из УАЕ, који обухвата 10 тона опреме: 13.750 заштитних одела, 15.000 болничких одела, 500.000 рукавица, 30.000 заштита за ципеле, 20.000 маски и 6.000 санитизера. Респиратори стижу у следећој пошиљци помоћи. Договор о помоћи из УАЕ постигнут је пре неколико дана, након разговора председника Србије Александра Вучића са престолонаследником УАЕ, шеиком Мухамедом бин Заједом ал Нахјаном.

#### 29. март — тринаеста жртва вируса корона и више од 700 потврђених случајева заразом
У Србији је до сада регистровано 659 случајева вируса корона, док је живот изгубило 10 особа. Број новооболелих значајно је скочио у претходних 48 сати, а према најавама стручњака, најтежи дани у Србији се тек очекују. Због тога је Влада Србије увела нове мере у покушају да спречи ширење заразе, док су монтажне болнице спремне у Београду, Нишу и Новом Саду.
У Републици Србији је до 15 часова 29. марта 2020. године регистрован укупно 741 потврђен случај Ковид-19. Од последњег извештаја до 15 часова тестирани су узорци 376 особа од којих je 82 позитивно и 294 негативно на нови вирус корона. До 15 часова, 27. марта 2020.године, у националној референтној лабораторији Института „Торлак“ тестирано је укупно 2.462 особа које су испуњавале критеријуме дефиниције случаја. На респиратору се налази укупно 55 пацијената.
Клинички центар Војводине (КЦВ) је саопштио да је на клиници за инфективне болести преминуо 62-годишњи пацијент из Кикинде инфициран вирусом корона, што је укупно једанаеста жртва вируса корона у Републици Србији.
Две особе из Косовске Митровице и Лепосавића заражене су вирусом корона. Њихово опште стање је стабилно и хоспитализовани су у болници у Нишу. На Косову и Метохији до сада су регистрована укупно 94 оболела од вируса корона.
Епидемиолог Предраг Кон рекао је на конференцији за новинаре да струка подржава свако одлучивање по питању смањења контаката. Истакао је да је болница на сајму апсолутно најбоље решење које је могло да се донесе.
У КЦ Војводине преминуо је мушкарац 1958. годиште, боловао од хипертензије и гојазности, такође због оштећене функције бубрега био је на дијализи. У КБЦ Драгиша Мишовић преминула је жена 1938. годиште, која је боловала од хипертензије и гојазности и женска особа 1934. годиште, која је боловала од бронхопнеумоније - саопштила је проф. др Дарија Кисић Тепавчевић и додала да је на механичкој вентилацији тренутно 55 особа.
Авион „Ер Србије“ из Абу Дабија слетео је вечерас на Аеродром "Никола Тесла" у Београду са 134 наших грађана, међу којима је и пет беба. Први потпредседник Владе Републике Србије и министар спољних послова Ивица Дачић изјавио је раније данас да је Влада Србије, у договору са председником Републике, организовала поменути лет „Ер Србије“ из Абу Дабија. Ивица Дачић је у изјави за агенцију Танјуг навео да је за сутра планиран лет за Стокхолм, који ће у повратку слетети и у Брисел, док су у уторак планирана два лета за Истанбул и лет за Букурешт.
Министарство за европске интеграције и Делегација ЕУ у Србији саопштили су да је данас на Аеродром „Никола Тесла“ у Београду слетео други карго авион "боинг 747" из Керале, са 90 тона медицинске заштитне опреме, коју је Србија купила за борбу против Ковид-19. Трошкове транспорта опреме је у потпуности финансирала Европска унија као део пакета који је најавила за Србију, вредног 93 милиона евра, а који обезбеђује, како хитну, тако и краткорочну и средњорочну помоћ у борби против Ковид-19. Лет који је организовао УН Програм за развој (УНДП) омогућио је најбржу могућу доставу опреме и материјала, јер је коришћењем огромног карго авиона максимално искоришћен простор и уштеђено драгоцено време, а и трошкови.
Директор полиције Министарства унутрашњих послова Владе Републике Србије Владимир Ребић изјавио је данас да је до сада поднето 678 кривичних пријава против особа које су прекршиле самоизолацију, за шта следи казна и до три године затвора. Ребић је у изјави за Телевизију Прва навео да се тренутно у три затвора у Србији, и то у Пожаревцу, Вршцу и Пироту, налазе 123 особе које су прекршиле меру самоизолације. Према његовим речима, до сада су 1.253 особе процесуиране због непоштовања полицијског часа, при чему су 303 лица старија од 65 година процесуирана пред надлежним органом јер су излазила напоље. Он је оценио да је број оних који свакодневно крше забране константан, при чему између 100 и 120 људи не поштује полицијски час, међу којима је приближно 40 грађана старијих од 65 година. Ребић је навео да је број кривичних пријава смањен бар за четвртину у односу на почетак ванредног стања, подсетивши на то да полицијски час викендом почиње у 15 часова.
Косовски Национални Институт за јавно здравље објавио је вечерас да су током последња 24 часа регистрована три нова случаја корона вируса на Косову, чиме се укупан број заражених повећао на 94.
Премијерка Србије Ана Брнабић је говорећи за Национални дневник телевизије Пинк рекла да је држава успела данас да набави још 480 респиратора. Премијерка је такође рекла да ће бити уведене још строже мере ако то буде потребно.
На томе ради председник Вучић дан и ноћ и тај успех је невероватан. Јутрос сам добила мејл да смо набавили још 480 нових респиратора, то је за нас као суво злато. То је 480 пута три за животе наших грађана. Данас нам је 24. дан борбе против коронавируса, сваки дан када се пробудим, мислим о томе који је дан борбе по реду. Имамо 55 људи на респиратору, 54 излечених. Свака част медицинском особљу. Јуче нам је био најтежи дан, највећи удар на здравствени систем, синоћ је била велика гужва на Инфективној клиници. Трудимо се да укључимо што већи број медицинских радника, да нам помогне. Сајам је од данас отворен, од сутра ће привремена болница на Новосадском сајму и на "Чаиру" у Нишу почети са радом. Ове привремене болнице ће у наредне две недеље вредети као чисто злато. Ја се данас боље осећам него јуче јер знам да имамо спремне капацитете у овим привременим установама.— Ана Брнабић, Еспресо

#### 30. март — шеснаест жртава вируса корона и нагли пад броја заражених
Укупан број оболелих од Ковида-19 у Србији је 741. Регистровано је 13 преминулих особа. Стигло је још 90 тона медицинске заштитне опреме. Почео је пријем пацијената у привремену болницу на Београдском сајму. Епидемиолози наводе да су наредне недеље кључне када је реч о борби против вируса корона.
Министарство просвете, науке и технолошког развоја Владе Републике Србије саопштило је да ће од данас, сваког радног дана, на другом каналу Радио-телевизије Србије бити емитован програм намењен предшколском узрасту. Најмлађи ће имати прилику да у термину од 7.30 до 8 часова гледају серијал ,,На слово, на слово", римејк чувене серије, као и серије ,,Овако вас видимо" и ,,Плава птица".
На Инфективној клиници Клиничког центра Војводине, преминула је 81-годишња жена из Темерина.
У Републици Србији је до 15 часова 30. марта 2020. године регистрован0 укупно 785 потврђених случајева Ковид-19. Од последњег извештаја до 15 часова тестирани су узорци 622 особе од којих je 44 позитивно и 578 негативно на нови вирус корона. До 15 часова, 30. марта 2020.године, у националној референтној лабораторији Института „Торлак“ тестирано је укупно 3.084 особа које су испуњавале критеријуме дефиниције случаја.
У Клиничком центру Војводине је преминула жена рођена 1939. године, боловала је од хипертензије, у КЦВ је преминуо и мушкарац 1974. годиште. У Клиничком центру Србије преминуо је мушкарац који је имао дијабетес и хипертензију.
Национални институт јавног здравља Косова објавио је да је током данашњег дана откривено 12 нових случајева  оболелих од корона вируса, чиме је укупан број повећан на 106.
Авион „Ер Србије“ А320 вратио се у Београд са 142 путника из Стокхолма и Брисела.

#### 31. март — најгори дан од почетка борбе са вирусом, 900 заражених и 23 преминула пацијента
У Србији је 785 особа заражено вирусом корона, док је 16 преминуло од истог. У последња два дана број новозаражених опада, а полиција појачава контролу поштовања мера о забрани кретања после 17 часова. Поред Београдског сајма, и простор Новосадског сајма спреман је за прихват пацијената. У Ваљеву се такође спремају привремене болнице.
У Републици Србији је до 15 часова 31. марта 2020. године регистровано укупно 900 потврђених случајева Ковид-19. Од последњег извештаја до 15 часова тестирани су узорци 477 особе од којих je 115 позитивно и  362 негативно на нови корона вирус. До 15 часова, 31. марта 2020.године, у националној референтној лабораторији Института Торлак тестирано је укупно 3561 особа које су испуњавале критеријуме дефиниције случаја.
Директор Инфективне клинике КЦС у Београду Горан Стевановић саопштио је на конференцији за новинаре у Палати Србија да је у последња 24 часа регистровано 115 нових случајева заразе коронавирусом и да је забележено још седам смртних случајева. Стевановић је рекао да је, када је у питању борба против коронавируса у Србији, ово најтежи дан до сада, у којем се укупан број умрлих попео на 23, изразивши бојазан да нам следе још гори дани због непоштовања предвиђених мера. Олако смо схватили опасност од ове болести и покушавамо да избегнемо мере неопходне да бисмо спречили ширење. Ако наставимо овако да се понашамо, не постоји здравствени  систем који ће успети да збрине оволики број оболелих. Имаћемо сценарио из Италије и Шпаније и нећемо моћи да помогнемо нашим суграђанима, рекао је oн. Од последњег извештаја до 15 часова тестирани су узорци 477 особа, од којих je 115 позитивно, а 362 су негативне на нови коронавирус. До 15 часова, у националној референтној лабораторији Института Торлак тестирана је укупно 3.561 особа која је испуњавала критеријуме дефиниције случаја.
Још седам људи преминуло је од последица корона вируса, чиме је овај дан проглашен најгорим од почека борбе са корона вирусом у нашој земљи, саопштено је на конференцији за штампу у Палати Србија, након чега су епидемиолози демонстративно напустили конференцију.
Министар финансија у Влади Републике Србије Синиша Мали и председник Привредне коморе Србије Марко Чадеж представили су данас пакет економских мера за ублажавање последица на привреду услед епидемије коронавируса, вредан 5,1 милијарду евра. Мали је рекао да је реч о свеобухватним мерама на којима се радило претходних десетак дана и да је њихов главни циљ очување стеченог нивоа запослености и помоћ предузећима која су највише погођена овом кризом изазваном епидемијом коронавируса. Министар је рекао да су те мере биле могуће јер је Србија економски јака и финансијски стабилна, захваљујући реформама које су спровођене протеклих година. Управо због тога, како је нагласио, држава је преузела на себе терет ове кризе. Пакет економских мера државе подразумева укупно девет мера, са процењеним ефектом у висини од 608,3 милијарде динара. Од тих девет, три су мере пореске политике, по две су директна помоћ приватном сектору и мере за очување ликвидности привреде, а као остале мере наводи се мораторијум дивиденди до краја године и фискални стимуланс – односно директна помоћ свим пунолетним грађанима. Међутим, на подршку не могу да рачунају они привредни субјекти који су током ванредног стања умањили број запослених за више од 10 одсто, не рачунајући запослене на одређено време, којима уговор истиче током ванредног стања, као и они који су привремено прекинули пословање пре проглашења ванредног стања, односно пре 15. марта.
Авион „Ер Србије“ А319 вратио се из Истанбула дана по подне и довезао у Београд 109 грађана Србије. Авион је слетео око 15 сати, објављено је на сајту београдског аеродрома „Никола Тесла“. На сајту је даље наведено и да се авион „Ер Србије“ вратио из Шангаја око 16:10 сати. Тај авион је јуче одлетео за Кину како би допремио медицинску помоћ Србији. Данас ће и авион Ер Србије АТР 72 одлетети око 18.30 сати за Букурешт по још српских грађана, а повратак је предвиђен у 22 сата.
Највише казни за кршење полицијског часа написано је у последња три дана, укупно 542, а пријаве су стигле и за велики број пензионера, јавља РТС. Невероватан је податак да је било чак 506 кривичних пријава за особе старије од 65 година због тога што су, упркос 24-часовној забрани, изашли на улице. Када се све сабере, држави ће, на основу ових казни, бити уплаћено више од 50 милиона динара.
На Косову и Метохији су данас потврђена још два случаја инфицираних вирусом корона чиме је број оболелих повећан на 108, саопштено је из Националног института јавног здравља тзв. Косова. Национални институт за јавно здравље саопштио је да је у уторак од 92 тестирана узорка четири позитивно на корона вирус. Два случаја су из Северне Митровице, један из Вучитрна, а један из Малишева. Укупан број оболелих од вируса корона на Косову и Метохији је 115, укључујући и три случаја са севера Космета, а који су евидентирани и у Србији. Институт је саопштио и да је пет пацијената оздравило.

### Април

#### 1. април — највећи број заражених у дану и пет смртних случајева
После тешког прошлог дана, у Србији је регистровано 900 заражених вирусом корона, док су потврђена 23 смртна случаја. У свим домовима здравља данас се отварају амбуланте у којима ће грађани са симптомима вируса корона бити прегледани. Преглед не мора да се закаже телефоном, а амбуланте ће радити од 7 до 22 часа.
У Републици Србији је до 15 часова 1. априла 2020. године регистровано укупно 1.060 потврђених случајева Ковида-19. Од последњег извештаја до 15 часова тестирани су узорци 810 особа од којих je 160 позитивно и 650 негативно на нови вирус корона. Хоспитализовано је укупно 648 пацијената, а на механичкој вентилацији је 72. До 15 часова тестирано је укупно 4.371 особа које су испуњавале критеријуме дефиниције случаја.
У Србији је до 15 часова 1. априла 2020. године регистровано укупно 28 потврђених смртних случајева од Ковид-19. Од последњег извештаја до 15 часова регистровано је 5 нових смртних случајева. Све особе су мушког пола, просечне старости 61,2 године и сви пацијенти су имали већ неких других здравствених проблема.
На данашњој седници Владе Републике Србије донете су најновије одлуке у вези са спречавањем ширења Ковида-19. Забрањује се у потпуности рад свих објеката и делатности које подразумевају близак физички контакт, као што су фризерски и козметички салони, фитнес клубови и теретане. Донета је одлука о затварању свих кладионица, коцкарница и аутомат клубова и они од данас своју делатност могу обављати искључиво електронским путем.
С обзиром на специфичне потребе које тренутна ситуација намеће, одлучено је да за одређена занимања кућна самоизолација важи 14 дана, уместо 28. Ово се односи на здравствене раднике, затворске чуваре, као и припаднике Министарства унутрашњих послова и војске. Битно је нагласити да се овом одлуком не нарушава здравље припадника ових професија, већ се превентивно продужење кућне самоизолације на њих неће односити. Своје радне задатке обављаће уз потпуну заштитну опрему и њихово здравствено стање ће се редовно пратити.
Влада је одлучила да заставе на свим јавним институцијама од данас па до даљњег буду спуштене на пола копља.  Влада Србије наставиће да са највећом пажњом  прати развој ситуације у вези са коронавирусом и прилагођава све мере, ослањајући се искључиво на савете стручњака. Још једном апелујемо на све грађане да се придржавају свих мера без изузетка, како бисмо сви заједно, што пре из ове битке изашли као победници.
Државни секретар Министарства здравља Берислав Векић изјавио је да грађани који осећају симптоме сличне вирусу корона од данас могу у домовима здравља да провере своје здравствено стање. Векић је објаснио да ће грађанима у објектима који су намењени само за пацијенте са симптомима коронавируса бити урађена дијагностика, мерење температуре, крвна слика, рендген, да ће добити мишљење лекара, усмерења да ли ће ићи у самоизолацију и савет шта даље да предузму. Државни секретар је рекао да од данас више нема потребе да се зове број телефона који је Министарство отворило у циљу борбе против вируса корона и да сви који осете тегобе и симптоме треба да оду у најближи дом здравља, где ће бити прегледани.
Министарка грађевинарства Зорана Михајловић исказала је данас захвалност турској компанији „Ташјапи“ на донацији медицинске опреме за KБЦ „Др Драгиша Мишовић“. Поменута компанија донирала је KБЦ “Др Драгиша Мишовић” медицинску опрему, између осталог и 25 болничких кревета за интензивну негу, пет медицинских и један хируршки аспиратор, душеке, постељине, медицинску одећу и обућу.
Председница Владе Републике Србије Ана Брнабић саопштила је да је у Србији данас почео да ради Тест самопроцене на Ковид-19, а систем функционише на бази једноставног логовања путем личног броја здравственог осигураника и броја здравствене картице. Брнабић је на свом Твитер налогу навела да је циљ тог система да се смање гужве и чекања и убрза процес лечења. Она је објаснила да се налази аутоматски шаљу на радне листе лекарима у Ковид-19 амбулантама формираним при домовима здравља (24 часа).
Министар за рад, запошљавање, борачка и социјална питања у Влади Србије Зоран Ђорђевић и директор предузећа за професионалну рехабилитацију Драган Драшковић потписали су данас Уговор о донацији 4.000 заштитних маски овом министарству. Ђорђевић је том приликом истакао да је донација заштитних маски изузетно драгоцен вид помоћи, и исказао захвалност том предузећу на укључености у борбу против коронавируса.
Министарство грађевинарства, саобраћаја и инфраструктуре саопштило је данас да је компанија НИС, у жељи да пружи допринос напорима државе у сузбијању епидемије вируса корона, подржала компанију „Ер Србија“ са више од 270 тона авио-горива.
Министар одбране Александар Вулин обишао је Војномедицински центар Карабурма, који је уређен по свим потребним стандардима за лечење средње и најтеже оболелих пацијената од Ковид-19. Вулин је рекао да је у тој војномедицинској установи обезбеђено потпуно снабдевање кисеоником са 106 прикључака и капацитет од 100 лежајева. Можемо одмах да ставимо у функцију 60 респиратора. За сада из средстава и капацитета Војномедицинске академије овде смо обезбедили 12 респиратора и оног момента када надлежни органи одлуче да је потребно да се ова болница стави у функцију борбе са коронавирусом, ми то можемо и да испунимо, поручио је министар.
На Београдски аеродром „Никола Тесла“ вечерас је слетео још један авион из Кине са медицинском помоћи за Србију. Реч је о донацији кинеске Државне агенције за одбрамбену индустрију и још неколико компанија из те земље, а у питању су медицински апарати и различита медицинска средства која ће помоћи Србији у борби против Ковида-19. Авион је на аеродрому дочекао министар Александар Вулин.
Национални институт јавног здравља тзв. Косова саопштио је да је још 13 особа заражено вирусом корона, па је укупан број инфицираних на Космету порастао на 125. Од новоинфицираних особа, њих 11 је из села Топаница у општини Малишево, једна особа је из Приштине и једна из Ђаковице, а сви су заражени после контаката са претходно оболелим. У саопштењу се наводи и да су током дана још четири особе на Косову излечене, чиме је број излечених повећан на 10. До данас је од вируса корона на Косову и Метохији умрла једна особа из општине Подујево, стара 81 годину.

#### 2. април — раст броја заражених, три нова смртна случаја, састанак кризних штабова, нове мере Владе Србије и нова помоћ из Кине
У последња 24 сата још пет особа преминуло је од Ковида-19 у Србији, а укупан број умрлих је тренутно 28. Регистровано је још 160 случајева вируса корона, па укупан број заражених износи 1.060. У 18 сати ће се одржати састанак кризних штабова, након којег ће се председник Србије обратити јавности.
У националној референтној лабораторији Института „Торлак“ до сада је укупно 4.371 тестирана особа испуњавала критеријуме дефиниције случаја. Хоспитализовано је 648 пацијената, а на механичкој вентилацији су 72 особе.
У Београд је слетео авион са више од 140 српских држављана из Аустрије и Аустралије, као и авион са 81 особом из Црне Горе.
У Републици Србији је до 15 часова 2. априла 2020. године регистровано укупно 1.171 потврђен случај Ковида-19. Од последњег извештаја до 15 часова тестирани су узорци 637 особа од којих je 111 позитивно. Хоспитализовано је укупно 783 пацијената, а на механичкој вентилацији је њих 81. Тестирано је укупно 5.008 особа. На жалост, имамо и три смртна случаја од последњег извештаја, односно укупно 31. Преминуле су две особе мушког пола и једна особа женског пола. Просек њихових година је 58,7 и као и код свих претходних жртава, и они су имали коморбидитете, односно више других болести које су допринеле фаталном исходу.
Министарство за европске интеграције Владе Србије саопштило је да су јуче на Аеродром „Никола Тесла“ слетела још два авиона са медицинском опремом и материјалом који је Србија обезбедила за борбу против Ковида-19. Европска унија у потпуности финансира трошкове летова, као део пакета од 15 милиона евра помоћи у хитним ситуацијама како би се Србији помогло у борби против вируса корона.
Председница владе Ана Брнабић најавила је да ће на данашњој заједничкој седници два кризна штаба бити размотрено да ли је потребно предузимати даље мере у борби против вируса корона. Брнабић је на питање да ли постоје неке мере које се могу предузети до увођења 24-часовне забране кретања, одговорила потврдно и додала да ће оне бити данас размотрене. Постоје још неке мере о којима смо причали, међу којима је и затварање жаришта да се вирус не би проширио у неким градовима где и даље немамо ниједног зараженог, поновила је премијерка. Према њеним речима, има још мера до потпуне забране кретања, осим до продавнице и апотека викендима, које ће бити размотрене када се покаже да је најгора ситуација у дисциплини, а о некима ће бити разговарано и данас. Брнабић је истакла да ће грађани бити информисани да би знали да се организују и да нема потребе за паником.
Потпредседник владе и министар унутрашњих послова Небојша Стефановић изјавио је да ће на данашњем заседању кризних штабова за борбу против Ковида-19 бити донете нове мере у борби против вируса корона. Стефановић је синоћ објаснио да је реч о састанку Кризног штаба за сузбијање заразне болести Ковид-19 и Кризног штаба за отклањање насталих и спречавање могућих штетних последица заразне болести Ковид-19 по привреду.
Први потпредседник владе и министар спољних послова Ивица Дачић изјавио је данас да је влада решила проблем свих наших држављана који су били заглављени на аеродромима и на границама, додајући да се сада ради на превозу људи који су остали без посла у иностранству. Он је прецизирао да српских држављана који желе да се врате тренутно има у Индији (65), на Малдивима (23), Индонезији (53), Тајланду (80), Вијетнаму (16), Аустралији (133), Алжиру (17), Египту (25), Сомалији (7), Нигерији (145), Исланду (10), Португалији (32), Мексику (19), Конгу (13), Јапану (11), Танзанији (10), Сејшелима (4) и САД-у (700). Дачић је саветовао српским држављанима да ко може остане тамо где се тренутно налази док не прође епидемија и истовремено саопштио да је јуче током дана са разних дестинација стигло 450 српских држављана – из Израела (40), Аустрије (144), Црне Горе (81) и Немачке (180).
Државни секретар Министарства здравља Берислав Векић саопштио је данас да су у привременој болници на Београдском сајму тренутно збринута 53 пацијента, који су позитивни на вирус корона и имају блажу клиничку слику. Векић је прецизирао да је међу пацијентима 40 мушкараца и 13 жена, да најмлађи има 19 година, а најстарији 71 годину. Он је подсетио на то да се припремају и други спортски центри у Београду који ће бити претворени у привремене болнице за пријем лакших пацијената.
Авион са кинеским стручњацима и 14 милиона заштитних маски стигао је данас из Кине на Аеродром „Никола Тесла“ у Београду. У Србију је стигло 14 кинеских стручњака који ће помоћи да се инсталирају две машине, купљене од кинеске фирме Health care, помоћу којих ће Србија сама правити маске. Две машине ће моћи да произведу 192.000 заштитних маски дневно.
Министарство грађевинарства, саобраћаја и инфраструктуре Владе Републике Србије саопштило је данас да су представници кинеске компаније “Шангдонг”, која је у Србији ангажована на неким од највећих инфраструктурних пројеката, донирали 5.000 заштитних маски овом министарству.
Министарство одбране саопштило је данас да је заједничким залагањем припадника Војске Србије, Града Новог Сада и Покрајинског секретаријата за здравство завршена адаптација хала Новосадског сајма у привремену болницу за пацијенте са лакшим симптомима Ковида-19. Министар је напоменуо да у Хали 1 и Мастер хали Новосадског сајма може да буде смештено приближно 1.000 пацијената из Војводине, при чему је подсетио на то да ово није хотел, али да су обезбеђени сви услови за пристојан и добар смештај.
Министарство за рад, запошљавање, борачка и социјална питања саопштило је данас да је предузеће за производњу и промет козметичких препарата „Божен козметик“ донирало дезинфекциона средства која ће бити дистрибуирана установама социјалне заштите за смештај корисника. У саопштењу се истиче да донација 1.430 комада дезинфекционих средстава – гелова за суво прање руку представља подршку борби против заразне болести Ковид-19.
Авион „Ер Србије” А319 вратио је у Београд 136 српских држављана из Париза и Амстердама. Авион је слетео у 15:30 часова.
Нове мере Владе Србије су:
- Продужава се забрана кретања (полицијски час) за све грађане Републике Србије, и она ће кренути суботом од 13 часова и трајаће до понедељка у 5 часова;
- Дозвољава се власницима да изведу кућне љубимце сваки дан у периоду од 23 до 1 час, у трајању од 20 минута, највише 200 метара од куће;
- Забрањује се боравак више од две особе на једном месту (било на отвореном или затвореном простору).[248]

На Косову и Метохији је потврђен још један случај заразе вирусом корона, чиме је укупан број потврђених случајева порастао на 126, саопштено је данас из института за јавно здравље.

#### 3. април — највећи број заражених и преминулих у једном дану и помоћ из Русије
У Србији је до шест часова потврђен 1.171 случај Ковида-19, док се укупан број жртава попео на 31. Градови Београд, Ћуприја, Чачак и Ваљево највећа су жаришта епидемије.
У Републици Србији је до 15 часова 3. априла 2020. године регистровано укупно 1.476 потврђених случајева COVID 19. Од последњег извештаја до 15 часова тестирани су узорци 748 особа од којих je 305 позитивно. Хоспитализовано је укупно 874 пацијената, а на механичкој вентилацији је њих 81. До 15 часова у Србији је укупно тестирано 5.756 особа које су испуњавале критеријуме дефиниције случаја. На жалост од претходног извештаја имамо и нових осам (8) смртних случајева, односно укупно 39. Преминуло је шест (6) особа мушког пола, и две (2) особе женског пола. Просек њихових година је 70,75 и као и код свих претходних жртава, и они су имали коморбидитете, односно више других болести које су допринеле фаталном исходу.
Председница Владе Републике Србије Ана Брнабић дочекала је данас на батајничком аеродрому авион којим је Руска Федерација послала у Србију осам лекара и друго особље, као и помоћ у виду опреме – респиратора, медикамената и других средстава. Брнабић је том приликом изразила захвалност Руској Федерацији на помоћи коју пружа Србији у борби против коронавируса и поручила грађанима да без гвоздене дисциплине, ни са свим лековима, опремом и стручњацима из разних земаља света, не можемо да победимо у овом рату. Она је навела да је реч о партнерској помоћи коју Руска Федерација пружа још неколико земаља света, напоменувши да је свет у овој борби постао место у којем је партнерство и заједништво важно.
Министарка за европске интеграције у Влади Републике Србије Јадранка Јоксимовић, Шеф Делегације ЕУ у Србији Сем Фабрици и шеф УНОПС канцеларије Микела Телатин потписали су данас споразум о донацији, вредан 4,9 милиона евра, за помоћ Србији у борби против пандемије Ковид-19. Ова донација ће омогућити куповину респиратора за механичку вентилацију, тестова и заштитне лабораторијске опреме. Партнер у имплементацији је Канцеларија Уједињених нација за пројектне услуге у Србији (УНОПС). Овај грант је део финансијске подршке од 93 милиона евра, коју Европска унија пружа Србији за хитне, краткорочне и средњорочне мере за сузбијање последица Ковид-19. Од избијања кризе Ковид-19, Европска унија је помогла Србији најпре кроз евакуацију српских држављана из Вухана, а недавно и кроз финансирање трошкова пет теретних авиона који превозе медицинску опрему за хитне случајеве. Такође, позвала је Србију да се придружи европском заједничком споразуму о набавци медицинске робе.
Кризни штаб за сузбијање болести Ковид-19, којем председава председница Владе Ана Брнабић, дефинисао је функционисање за предстојећи викенд, с обзиром на измене ограничења кретања. Грађани старији од 65 година моћи ће да купе намирнице у продавницама у суботу, уместо у недељу, што је до сада био случај. Продавнице ће за најстарије грађане бити отворене у суботу од 4 до 7 часова. Они ће због куповине намирница моћи да напусте своје домове од 3 до 8 часова ујутру. Власници кућних љубимаца могу од сада изводити своје кућне љубимце свакога дана у периоду између 23 часа до 1 ујутру, и у недељу од 8 до 10 часова ујутру. Кућног љубимца може извести само једна особа, у трајању од 20 минута, и то не даље од 200 метара од адресе пријављеног пребивалишта. Кризни штаб је одлучио да на сахранама у Републици Србији, у периоду трајања ванредног стања, може бити присутно највише десет особа, које морају поштовати међусобну раздаљину од два метра.
Министарство одбране Владе Републике Србије саопштило је да је шесточлани тим медицинских стручњака из Кине завршио посету Војномедицинском центру (ВМЦ) „Карабурма” у Београду оценом да је ова болница припремљена веома добро за прихват оболелих од коронавируса. Они су истакли да је болница, која је успостављена за само 10 дана, уређена по свим стандардима за лечење средње и најтеже оболелих пацијената од заразне болести Ковид-19. Заменик начелника Инфективне клинике Треће придружене болнице Универзитета „Сун Јанг Сен” Лин Бинглианг рекао је том приликом да се људи у Србији изузетно труде и напорно раде како би успели да се правилно заштите и изборе са коронавирусом.

#### 4. април — више од 1.600 заражених особа, пет смртних случајева и долазак руских стручњака
У последња 24 сата још осам особа преминуло је од Ковида-19 у Србији, а укупан број умрлих је тренутно 31. Регистровано је још 305 случајева вируса корона, па укупан број заражених износи 1.476.
У Републици Србији је до 15 часова 4. априла 2020. године регистровано укупно 1.624 потврђених случајева Ковид-19. Од последњег извештаја до 15 часова тестирани су узорци 645 особа од којих je 148 позитивно. Хоспитализовано је укупно 1046 пацијената, од тога њих 69 је на Сајму. На механичкој вентилацији је укупно 89 пацијената. На Сајму је 69 пацијената тестирано, од којих је 38 било негативно. Они ће у наредних 48 сати поново бити тестирани и уколико резултат и другог контролног теста буде негативан, биће отпуштени кућама. До 15 часова у Србији је укупно тестирано 6.401 особа које су испуњавале критеријуме дефиниције случаја. На жалост од претходног извештаја имамо и нових пет (5) смртних случајева, односно укупно 44. Преминуло је пет (5) особа мушког пола, просек њихових година је 63,2 и сви они су имали коморбидитете, односно више других болести које су допринеле нежељеном исходу болести.
Директор полиције Владимир Ребић рекао је да је 17 полицијских службеника заражено вирусом корона, а око 800 је у самоизолацији. Изјавио је да грађани Пријепоља највише поштују забрану кретања, а најмање грађани Новог Пазара.
Не постоји информација да је неко угрожен. Око 800 полицијских службеника је у изолацији, то је 2,4 одсто службеника, са тим бројем можемо да функционишемо, али се бојимо да се тај број не повећа.— Владимир Ребић, РТС
Рекао је да су до сада 474 особе старије од 65 година ухваћене у кршењу забране кретања и 2.157 грађана млађих од 65. Министарство унутрашњих послова урадило је анализу кршења забране кретања по полицијским управама и то колико грађана на 100.000 становника крши забрану. Укупан резултат је да у просеку 25 људи на 100.000 грађана крши меру, навео је Ребић.
Ребић је прокоментарисао и привођење српског фудбалера Александра Пријовића у Београду. Објаснио је да је он, са још 17-18 особа пре почетка забране кретања, око 14 часова, отишао у један престонички хотел. Они су пили пиће у лобију хотела., објаснио је Ребић.
Њихов пропуст је што су ушли у ресторан и било их је више од пет. одговорност је обострана – и појединачна али и организатора. Постоји одлука Владе да они који се баве том делатношћу не могу испоручивати пиће и храну већ само доставу.— Владимир Ребић, РТС
На батајнички аеродром „Пуковник-пилот Миленко Павловић” слетео је и једанаести авион са медицинском опремом, техником и заштитним средствима које је по договору два председника и врховна команданта оружаних снага, Александра Вучића и Владимира Путина, Србији упутила Руска Федерација. Јуче је помоћ допремљена у шест авиона, а током ноћи и јутра, од 3.25 часова на батајнички аеродром слетело је и осталих пет авиона.
У саставу тимова из Русије су један генерал, 42 официра, 42 подофицира и два припадника руског Министарства здравља, које предводи начелник АБХО Западног округа Оружаних снага Руске Федерације, генерал-мајор Михаил Чернишов.

#### 5. април — поновни раст броја заражених и седам смртних исхода
Према последњим подацима, број заражених од Ковида-19 у Србији је 1.624. У току је до сада најдуже ограничење кретања које траје од јуче од 13 часова до сутра у пет ујутру. Данас се у борбу против вируса у Србији укључују и стручњаци из Русије.
На Косову и Метохији од појаве вируса корона заражене су 163 особе, од којих су две преминуле. У срединама настањеним Србима, 23 су заражене, највише на северу, одакле је и једна преминула особа. У северној Косовској Митровици и Звечану је највише инфицираних, због чега су те две општине у карантину. Иван Тодосијевић из Кризног штаба у Звечану рекао је да ће мере трајати све док буде потребно и да ако епидемиолошка ситуација буде налагала оне ће бити пооштрене.
Министар одбране Александар Вулин рекао је да је наш посао је да будемо спремни за најгори могући сценарио. ВМЦ ће од сутра моћи да прима пацијенте док би за две недеље требало да буде завршена савремена болница на Карабурми, а сутра у лајв стриму моћи ћемо да гледамо радове који ће показати да је и приватни сектор способан да то уради, најавио је Вулин.
Добили смо задатак да за десет дана оформимо болницу са респираторима и кисеоником, обезбедили смо 106 прикључака за кисеоник и око 60 респиратора, од сутра од 7.30 биће обезбеђена персоналом. За две недеље ће то бити, а сутра у лајв стриму гледамо радове који ће показати да је и приватни сектор способан да то уради.— Александар Вулин, РТС
Председник Србије Александар Вучић изјавио је да је Србија досад дала 300 милиона евра за медицинску опрему. Казао је да она стиже из Кине. Додао је да је иза нас тешка ноћ, али да ће бити још тежих.
У Републици Србији је до 15 часова 5. априла 2020. године регистровано укупно 1.908 потврђених случајева Ковид-19. Од последњег извештаја до 15 часова тестирани су узорци 959 особа од којих je 284 позитивно. Хоспитализовано је 1082 пацијената, а 88 пацијената се налази на Сајму. На механичкој вентилацији је укупно 98 пацијената. До 15 часова у Србији је укупно тестирано 7.360 особа које су испуњавале критеријуме дефиниције случаја. На жалост од претходног извештаја имамо и нових седам (7) смртних случајева, односно укупно 51. Преминуло је пет (5) особа мушког пола, и две (2) особе женског пола. Просек њихових година је 64,2 и сви су имали коморбидитете, односно више других придружених болести које су допринеле нежељеном исходу.

#### 6. април — број заражених све већи, седам нових смртних случајева и први случајеви заразе међу медицинарима
Према последњим подацима, број заражених од Ковида-19 у Србији је 1.908, број преминулих је 51.
У Републици Србији је до 15 часова 6. априла 2020. године регистровано укупно 2.200 потврђених случајева Ковид-19. Од последњег извештаја до 15 часова тестирани су узорци 1.192 особе од којих je 292 позитивно. Хоспитализовано је 1.197 пацијената. На респиратору је укупно 101 пацијент. До 15 часова у Републици Србији тестиране су укупно 8.552 особе које су испуњавале критеријуме дефиниције случаја. На жалост од претходног извештаја имамо и нових седам смртних случајева, односно укупно 58. Преминуле су 3 (три) особе мушког пола, и четири (4) особе женског пола. Просек њихових година је 64,5 и они су имали коморбидитете, односно више других придружених болести које су допринеле нежељеном исходу.
Институт за јавно здравље на Космету тестирао је данас 129 узорака, од којих је 20 позитивно, те је укупан број оболелих тренутно 165 у јужној српској покрајини. У последњој групи инфицираних, 15 особа је са пребивалиштем у Бањи код Малишева, две са пребивалиштем у Малишеву, и по једна из околине Суве Реке, Глоговца и Приштине. Двадесет и четири заражене особе су се опоравиле, док су три особе преминуле.
Председник Србије Александар Вучић примио је писмо председника Републике Турске Реџепа Тајипа Ердогана. Ердоган је изразио Вучићу саучешће поводом свих изгубљених живота, између осталих државног секретара Министарства за заштиту животне средине Бранислава Блажића, услед пандемије Ковида-19.
Надам се да ћемо у најкраћем могућем року пребродити ову тешку ситуацију. Желим Вам успех у Вашим напорима. Надам се да ће медицинска опрема, коју ћемо послати у Вашу земљу ове недеље, поред сетова за тестирање које смо Вам претходно доставили, представљати нашу подршку пријатељима из Србије у њиховој борби против пандемије.— Реџеп Тајип Ердоган, РТС
На аеродром „Никола Тесла” слетео је авион са 1,2 милиона епидемиолошких маски из Кине. Надлежни су раније најавили да ће део медицинске опреме из Кине бити дониран, док ће део бити купљен.

#### 7. април — нема више лечења од куће, нова жаришта вируса Лесковац и Крушевац
Према званичним подацима, од почетка епидемије вируса корона у Србији регистровано је 2.200 заражених. Борбу са вирусом изгубило је 58 пацијената. Од 868 тестираних здравствених радника, 160 је позитивно. Једно од нових жаришта вируса је Крушевац, где је заражено 55 особа. Са болничког лечења отпуштено је до сада укупно 178 пацијената који су били хоспитализовани.
У Републици Србији је до 15 часова 7. априла 2020. године регистровано укупно 2.447 потврђених случајева Ковида-19. Од последњег извештаја до 15 часова, тестирани су узорци 1.074 особе од којих je 247 позитивно. Хоспитализовано је 1.394 пацијената. На механичкој вентилацији је укупно 109 пацијената. До 15 часова у Србији тестиране су укупно 9.626 особе које су испуњавале критеријуме дефиниције случаја. На жалост, од претходног извештаја, дошло је до нова три смртна случаја, односно укупно 61. Преминуле су две особе мушког пола, и једна особа женског пола. Просек њихових година је 62,66 и они су имали коморбидитете, односно више других придружених болести које су допринеле нежељеном исходу.
Министарство здравља и Институт за јавно здравље проследили су локалним самоуправама нове инструкције у вези са лечењем Ковида-19. Наиме, нема више лечења од куће – сви заражени вирусом корона морају да се лече у „Ковид болницама” или импровизованим болницама у Београду, Нишу и Новом Саду. До сада су пацијенти, који нису имали симптоме болести или су имали блажу клиничку слику лечени код куће.
На територији Лесковца до сада су инфициране 62 особе, што је два пута више заражених него јуче. Заражен је и велики број здравствених радника.

#### 8. април — број заражених прешао 2.600, број смртних случајева порастао на 65, забрана кретања од петка у 17 до понедељка у 5 часова
Од почетка епидемије у Србији, од Ковида-19 преминуо је 61 пацијент. Према последњим информацијама, вирус корона је потврђен код још 247 особа, па је укупан број заражених 2.447.
Министар унутрашњих послова Небојша Стефановић рекао је да је да је претходне ноћи мали број грађана кршио полицијски час, њих око 150 на територији целе Србије. Навео је да је у МУП-у заражено око 60 људи.
Директорка Института за јавно здравље „Др Милан Јовановић Батут” Верица Јовановић рекла је да су до сада тестирана 2.323 здравствена радника и да је 260 запослених у здравственом систему позитивно на вирус корона, а да се за одређени број чекају налази.
Број смртних случајева од вируса корона на Космету порастао је на пет, саопштено је из Института за јавно здравље у Приштини. Особа која је преминула синоћ боловала је и од других болести. На Косову и Метохији је до сада и у албанским и у српским срединама детектовано укупно 217 заражених особа.
У Републици Србији је до 15 часова 8. априла 2020. године регистровано укупно 2.666 потврђених случајева Ковид-19. Од последњег извештаја до 15 часова тестирани су узорци 1.135 особа од којих je 219 позитивно. Хоспитализовано је 1.705 пацијената. На механичкој вентилацији је укупно 112 пацијената. До 15 часова у Републици Србији тестирана је укупно 10.761 особа која је испуњавала критеријуме дефиниције случаја. На жалост, у последња 24 часа имамо и нова 4 (четири) смртна случаја, односно укупно 65. Преминуле су четири особе мушког пола. Просек њихових година је 62 и они су имали коморбидитете, односно више других придружених болести које су допринеле нежељеном исходу.
Нова мера Владе Србије: Влада Србије донела је данас нове мере како би се сузбило ширење коронавируса. Полицијски час овог викенда биће од петка у 17 сати до понедељка у 5 ујутру. Пензионери ће моћи у продавнице у петак од 4 до 7. Дозволе за кретање у време полицијског часа од данас после подне могу да се добију електронски. Реч је о дозволама за кретање привредника, пољопривредника и грађана који брину о другима, најавила је председница Владе Ана Брнабић. Рекла је и да је Србија купила додатних 90.000 стандардних ПЦР тестова за ковид 19, од којих ће 60.000 бити у Клиничком центру Србије, а 30.000 ће бити подељено југу централне Србије, у Нишу. Раније данас министар Бранислав Недимовић потписао је с представницима кинеског института БГИ уговор о кинеској донацији за изградњу две најмодерније лабораторије за коронавирус у Београду и Нишу. Помоћ Србији у борби против вируса упутила је и Турска. На београдски аеродром "Никола Тесла" слетео је авион којим је допремљена медицинска помоћ ове земље. Стигла су различита медицинска средства, укључујући 100.000 заштитних маски, 2.000 заштитних одела, као и 1.500 тестова за ковид 19.
Први случајеви заразе вирусом корона забележени су и у општини Крупањ.
У овом тренутку ми имамо троје заражених вирусом корона, трудимо се да изолујемо породице, дакле и људе који су били у контакту са тим лицима. Нажалост, једно од та три лица код којих је потврђен вирус корона, нешто пре тога је преминуо. Просто не знамо да ли је узрок корона или нешто друго, али у сваком случају треба напоменути да је ово један врло опак и озбиљан вирус, дакле све мере које држава прописује требало би да поштујемо. Ја могу да похвалим становнике општине Крупањ да се у великој мери придржавају свих протокола и свих правила за самозаштиту.— Иван Исаиловић, председник општине Крупањ, РТС

#### 9. април
Вирусом корона у Србији је заражено 2.666 особа, а 65 изгубило живот. Међу зараженима је и син председника Вучића. Полицијски час овог викенда биће од петка у 17 сати до понедељка у 5 ујутру.
Из Института за јавно здравље у Приштини саопштено је да је на Косову и Метохији регистровано 14 нових случајева. Са овим бројем новооболелих, укупан број заражених особа у јужној српској покрајини је 224. До сада је преминуло шест особа док је излечено 37.
Авион „Ер Србије” са 236 држављана Србије из САД слетео је на београдски аеродром. Међу путницима из Вашингтона су српски студенти и средњошколци.
У Републици Србији је до 15 часова 9. априла 2020. године регистровано укупно 2.867 потврђених случајева Ковид-19. Од последњег извештаја до 15 часова тестирани су узорци 1.586 особа од којих je 201 позитиван. Хоспитализовано је 1907 пацијента. На механичкој вентилацији је укупно 127 пацијената. До 15 часова у Републици Србији тестирано је укупно 12.347 особа која су испуњавале критеријуме дефиниције случаја. У последња 24 часа преминула је једна особа мушког пола, односно укупно 66 од почетка епидемије. Просек година преминулих је 64,3.

#### 10. април
Србија се налази у петој недељи епидемије вируса корона. Укупно је заражено 2.867 особа, док је 66 изгубило живот. Стручњаци сматрају да поштовање мера даје резултате и да би ускоро могао да прође врхунац епидемије. Током викенда биће на снази најдужи полицијски час од почетка ванредног стања. Од 17.00 до понедељка у 5.00 на снази ће бити потпуна забрана кретања.
Амбасадорка Србије у Чешкој Вера Маврић изјавила је данас да 95 људи жели да се врати из те државе у Србију и да се ради на томе, као и да ускоро очекује хуманитарни лет којим ће они бити враћени. Маврићева је рекла да је реч углавном о радницима који су остали без посла и здравственог осигурања.
Један број студената Медицинског факултета у Београду ће се укључити у рад административног дела „Ковид болница”. Они ће радити у делу обраде и прикупљања података, изјавио је декан тог факултета проф. др Небојша Лалић.
У Републици Србији је до 15 часова 10. априла 2020. године регистровано укупно 3.105 потврђених случајева Ковид-19. Од последњег извештаја до 15 часова тестирани су узорци 1.893 особа од којих je 238 позитивно. Хоспитализован је 2.107 пацијент. На механичкој вентилацији је укупно 136 пацијената. До 15 часова у Републици Србији тестирано је укупно 14.240 особа која су испуњавале критеријуме дефиниције случаја. У последња 24 часа преминуло је 5 особа,четири особе мушког и једна особа женског пола,просечне старости 60,4 године. Укупан број преминулих од почетка епидемије је 71. Просек година преминулих је 62,9.

#### 11. април
У Републици Србији је до 15 часова 11. априла 2020. године регистровано укупно 3.380 потврђених случајева Ковид-19. Од последњег извештаја до 15 часова тестирани су узорци 2.159 особа од којих je 275 позитивно. Хоспитализовано је 2.436 пацијената. На механичкој вентилацији је укупно 145 пацијената. До 15 часова у Републици Србији тестирано је укупно 16.399 особа која су испуњавале критеријуме дефиниције случаја. У последња 24 часа преминуле су 3 особе, једна особа мушког и две особе женског пола, просечне старости 68, 6 година. Укупан број преминулих од почетка епидемије је 74.

#### 12. април
У Републици Србији је до 15 часова 12. априла 2020. године регистровано укупно 3.630 потврђених случајева Ковид-19. Од последњег извештаја до 15 часова тестирани су узорци 1.913 особа од којих je 250 позитивно. Хоспитализовано је 2.684 пацијената. На механичкој вентилацији је укупно 146 пацијената. До 15 часова у Републици Србији тестирано је укупно 18.312 особа која су испуњавале критеријуме дефиниције случаја. У последња 24 часа преминуло је 6 особа, три особе мушког и три особе женског пола, просечне старости 57,5 година. Укупан број преминулих од почетка епидемије је 80.

#### 13. април — број заражених достигао максимум, пет нових смртних случајева
У Републици Србији је до 15 часова 13. априла 2020. године регистровано укупно 4.054 потврђених случајева COVID 19. Од последњег извештаја до 15 часова тестирани су узорци 2.646 особа од којих je 424 позитивно. Хоспитализовано је 2.890 пацијената. На механичкој вентилацији је укупно 138 пацијената. До 15 часова у Републици Србији тестирано је укупно 20.958 особа која су испуњавале критеријуме дефиниције случаја. У последња 24 часа преминуло је 5 особа, три особе мушког и две особе женског пола, просечне старости 76 година. Укупан број преминулих од почетка епидемије је 85.

#### 14. април — број заражених опао у односу на јучерашњи дан, највише смртних случајева у дану (9) и продужена забрана кретања од петка у 17 часова до уторка у 05 часова
у Републици Србији је до 15 часова 14. априла 2020. године регистровано укупно 4.465 потврђених случајева Ковид-19. Од последњег извештаја до 15 часова тестирани су узорци 2.440 особа од којих je 411 позитивно. Хоспитализовано је 3.006 пацијената. На механичкој вентилацији је укупно 131 пацијент. До 15 часова у Републици Србији тестирано је укупно 23.398 особа која су испуњавале критеријуме дефиниције случаја. У последња 24 часа преминуло је 9 особа, седам особа мушког и две особе женског пола,а просек њихових година је 68,6 година. Укупан број преминулих од почетка епидемије је 94.
Полицијски час, односно забрана кретања због епидемије корона вируса трајаће од петка 17. априла у 17 часова до уторка 21. априла у 5 часова. Тиме ће полицијски час бити продужен са 60 на 84 сата. Ова одлука је донета данас на седници Владе, и ступа на снагу по објављивању у Службеном листу. Ово ће, уједно, бити и најдужи полицијски час од када је уведено ванредно стање, који се из викенда у викенд продужавао.

#### 15. април — број заражених преко 4.800, број преминулих 99
У Републици Србији је до 15 часова 15. априла 2020. године регистровано укупно 4.873 потврђених случајева Ковид-19. Од последњег извештаја до 15 часова тестирани су узорци 2.880 особа од којих je 408 позитивно. Хоспитализовано је 3245 пацијената. На респиратору је укупно 128 пацијената. У последња 24 часа, 5 особа је због побољшања здравственог стања скинуто са респиратора за механичку вентилацију. До 15 часова у Републици Србији тестирано је укупно 26.278 особа која су испуњавале критеријуме дефиниције случаја.

#### 16. април — највећи број заражених у једном дану (445), пет нових смртних случајева (103), оздравило 443 пацијента
У Републици Србији је до 15 часова 16. априла 2020. године регистровано укупно 5.318 потврђених случајева Ковид-19. Од последњег извештаја до 15 часова тестирани су узорци 3.194 особа од којих je 445 позитивно. Хоспитализовано је 3.511 пацијената. На механичкој вентилацији је укупно 120 пацијената. До 15 часова у Републици Србији тестирано је укупно 29.472 особа која су испуњавале критеријуме дефиниције случаја. У последња 24 часа преминуло је 4 особа, три особе мушког и једна особа женског пола. Укупан број преминулих од почетка епидемије је 103. Укупан број излечених грађана је 443.

#### 17. април
У Републици Србији је до 15 часова 17. априла 2020. године регистровано укупно 5.690 потврђених случајева Ковид-19. Од последњег извештаја до 15 часова тестирани су узорци 3.094 особе од којих je 372 позитивно. Хоспитализовано је 3.765 пацијената. На респиратору су укупно 122 пацијента. До 15 часова у Републици Србији тестирано је укупно 32.566 особа која су испуњавале критеријуме дефиниције случаја. У последња 24 часа преминуло је 7 особа, пет особа мушког и две особе женског пола. Укупан број преминулих од почетка епидемије је 110. Укупан број излечених грађана је 534.

#### 18. април
У Републици Србији је до 15 часова 18. априла 2020. године регистровано укупно 5.994 потврђених случајева Ковид-19. Од последњег извештаја до 15 часова тестирани су узорци 3.462 особе од којих je 304 позитивно. Хоспитализовано је 3.853 пацијената. На респиратору је укупно 126 пацијената. До 15 часова у Републици Србији тестирано је укупно 36.028 особа која су испуњавале критеријуме дефиниције случаја. У последња 24 часа преминуло је 7 особа, четири особе мушког и три особе женског пола. Укупан број преминулих од почетка епидемије је 117. Укупан број излечених грађана је 637.

#### 19. април
У Републици Србији је до 15 часова 19. априла 2020. године регистровано укупно 6.318 потврђених случајева Ковид-19. Од последњег извештаја тестирани су узорци 2.673 особе од којих je 324 позитивно. Хоспитализовано је 3.900 пацијената. На респиратору је укупно 120 пацијената. У Републици Србији тестирана је укупно 38.701 особа која је испуњавале критеријуме дефиниције случаја. У последња 24 часа преминуло је 5 особа, четири особе женског и једна особа мушког пола. Укупан број преминулих од почетка епидемије је 122. Укупан број излечених грађана је 753.

#### 20. април
У Републици Србији је до 15 часова 20. априла 2020. године регистровано укупно 6.630 потврђених случајева Ковид-19. Од последњег извештаја тестирани су узорци 3.111 особа од којих je 312 позитивно. Хоспитализовано је 3.703 пацијената. На респиратору је укупно 108 пацијената. У Републици Србији тестирано је укупно 41.812 особа које су испуњавале критеријуме дефиниције случаја. У последња 24 часа преминуле су 3 особе, две особе мушког и једна особа женског пола. Укупан број преминулих од почетка епидемије је 125. Укупан број излечених грађана је 870.

#### 21. април — сваким даном све мање случајева вируса корона, неке мере Владе ублажене
У Републици Србији је до 15 часова 21. априла 2020. године регистровано укупно 6.890 потврђених случајева Ковид-19. Од последњег извештаја тестирани су узорци 3.543 особа од којих je 260 позитивно. Хоспитализовано је 3.660 пацијената. На респиратору је укупно 101 пацијент. У Републици Србији тестирано је укупно 45.355 особа које су испуњавале критеријуме дефиниције случаја. У последња 24 часа преминуло је 5 особа, две особе мушког и три особе женског пола. Укупан број преминулих од почетка епидемије је 130. Укупан број излечених грађана је 977.
Влада постепено ублажава ограничења кретања, а прва мера биће скраћење полицијског часа за сат времена. Пензионери ће моћи у шетњу: три пута недељно по пола сата и то уторком, петком и недељом, од 18 до 01 часова после поноћи. Отвориће се занатске радње, сви који раде на отвореном почињу да раде. Фризерски салони, салони лепоте и теретане радиће од 27. априла, а кафићи и ресторани се отварају између 3. и 10. маја. Од 4. маја би требало да буде поново успостављен међуградски саобраћај, а потом се очекује и отварање тржних и туристичких центара, хотела, бања.

#### 22. април — четири нова смртна случаја, све мање оболелих, све више излечених пацијената
У Републици Србији је до 15 часова 22. априла 2020. године регистровано укупно 7.114 потврђених случајева Ковид-19. Од последњег извештаја тестирани су узорци 3.281 особе од којих je 224 позитивно. Хоспитализовано је 3.266 пацијената. На респиратору је укупно 103 пацијената, а до сада је са респиратора скинуто њих 73. У Републици Србији тестирано је укупно 48.636 особа које су испуњавале критеријуме дефиниције случаја. У последња 24 часа преминуле су 4 особе, три особе мушког и једна особа женског пола. Укупан број преминулих од почетка епидемије је 134. Укупан број излечених грађана је 1.025.

#### 23. април — нагли пад броја заражених, пет смртних случајева, 38 излечених пацијената
У Републици Србији је до 15 часова 23. априла 2020. године регистровано укупно 7.276 потврђених случајева Ковид-19. Од последњег извештаја тестирани су узорци 2.688 особа од којих су 162 позитивна. Хоспитализовано је 3.477 пацијената.. На респиратору је укупно 96 пацијената. У Републици Србији тестиране су укупно 51.324 особе које су испуњавале критеријуме дефиниције случаја. У последња 24 часа преминуло је 5 особа, четири особе мушког и једна особа женског пола. Укупан број преминулих од почетка епидемије је 139. Укупан број излечених грађана је 1.063.

#### 24. април — све мање заражених из дана у дан, нових пет смртних случаја и 31 излечен пацијент
У Републици Србији је до 15 часова 24. априла 2020. године регистровано укупно 7.483 потврђених случајева Ковид-19. Од последњег извештаја тестирани су узорци 3.563 особа од којих су 207 позитивна. Хоспитализовано је 3.164 пацијената. На респиратору је укупно 95 пацијената. У Републици Србији тестиране су укупно 54.887 особе које су испуњавале критеријуме дефиниције случаја. У последња 24 часа преминуло је 5 особа, две особе мушког и три особе женског пола. Укупан број преминулих од почетка епидемије је 144. Укупан број излечених грађана је 1.094.

#### 25. април - број заражених већи од 7.700, седам смртних случајева и 58 излечених пацијената
У Републици Србији је до 15 часова 25. априла 2020. године регистровано укупно 7.779 потврђених случајева Ковид-19. Од последњег извештаја тестирани су узорци 5.051 особе од којих је 296 позитивно. Хоспитализовано је 3.135 пацијената. На респиратору је укупно 91 пацијент. У Републици Србији тестирано је укупно 59.938 особа које су испуњавале критеријуме дефиниције случаја. У последња 24 часа преминуло је 7 особа, четири особе мушког и три особе женског пола. Укупан број преминулих од почетка епидемије је 151. Укупан број излечених грађана је 1.152.

#### 26. април — број заражених преко 8.000, пет смртних случајева, 30 излечених пацијената, за следећи викенд забрана кретања од четвртка у 18 часова до понедељка у 05 часова због првомајских празника
У Републици Србији је до 15 часова 26. априла 2020. године регистровано укупно 8.042 потврђених случајева Ковид-19. Од последњег извештаја тестирани су узорци 4.365 особа од којих је 263 позитивно. Хоспитализовано је 3.044 пацијената. На респиратору је укупно 85 пацијената. У Републици Србији тестиране су укупно 64.303 особе које су испуњавале критеријуме дефиниције случаја. У последња 24 часа преминуло је 5 особа, две особе мушког и три особе женског пола. Укупан број преминулих од почетка епидемије је 156. Укупан број излечених грађана је 1.182.
Забрана кретања (полицијски час) за првомајске празнике трајаће од четвртка, 30. априла у 18 часова до понедељка, 4. маја у 5 часова ујутру". "С обзиром на то да се ближе првомајски празници, а у циљу смањивања социјалних контаката на минимум, Влада Србије усвојила је одлуку да ће забрана кретања наредне недеље трајати од четвртка, 30. априла у 18 часова до понедељка, 4. маја у 5 часова ујутру", наводи се у саопштењу Владе Србије. Влада Републике Србије упутила је Народној скупштини на потврђивање одлуку о проглашењу ванредног стања, као и све уредбе са законском снагом које је доносила Влада Републике Србије уз супотпис председника Републике Србије и председнице Владе.

#### 27. април — шест смртних случајева, поновни пад броја заражених, 27 излечених пацијената
У Републици Србији је до 15 часова 27. априла 2020. године регистровано укупно 8.275 потврђених случајева Ковид-19. Од последњег извештаја тестирани су узорци 3.614 особа од којих је 233 позитивно. Хоспитализован је 2.701 пацијент. На респиратору је укупно 85 пацијената. У Републици Србији тестирано је укупно 67.917 особа које су испуњавале критеријуме дефиниције случаја. У последња 24 часа преминуло је 6 особа, три особе мушког и три особе женског пола. Укупан број преминулих од почетка епидемије је 162. Укупан број излечених грађана је 1.209.

#### 28. април — шест смртних случајева, преко 8.400 заражених, 1.260 излечених, ублажавање мера
У Републици Србији је до 15 часова 28. априла 2020. године регистровано укупно 8.497 потврђених случајева Ковид-19. Од последњег извештаја тестирани су узорци 5.446 особа од којих је 222 позитивно. Хоспитализовано је 2.517 пацијената. На респиратору је укупно 79 пацијената. У Републици Србији тестирано је укупно 73.363 особа које су испуњавале критеријуме дефиниције случаја. У последња 24 часа преминуло је 6 особа, три особе мушког и три особе женског пола. Укупан број преминулих од почетка епидемије је 168. Укупан број излечених грађана је 1.260.
Почело је ублажавање мера заштите од корона вируса због смањења интензитета вируса у већини земље. Мењање појединих мера имали смо прилике да видимо претходних дана, а данас је епидемиолог Бранислав Тиодоровић изашао са новим датумима и прописима за додатно враћање у "нормалан" живот.
Како ће то изгледати по данима?
28. април - паркови, шеталишта, тренинзи
- Од данас је већ могуће отварање паркова и шеталишта на територији наше земље. Наравно, неопходно је поштовање свих мера превенције - казао је наш епидемиолог и члан Кризног штаба. Такође, како је навео, од данас су дозвољени тренинзи на отвореном.
- То је оно што су спортисти чекали, али тренинзи ће морати да се врше према препорукама које је Кризни штаб одобрио.
- Видећемо шта се може учинити за оне спортове на затвореном - истакао је Тиодоровић.
4. мај - градски превоз,железнички саобраћај, кафићи и ресторани
Према речима епидемиолога, а како је Блиц раније писао од 4. маја биће омогућен градски превоз у Крагујевцу и Нишу.
- Оно што ће морати да се поштује у градском превозу је да се не укључује климатизација - истакао је Тиодоровић и додао да истог дана креће са радом и железнички и друмски саобраћај.
- Тог датума биће отворени и ресторани и кафићи на отвореном у баштама уз поштовање социјалне дистанце, у затвореном уз поштовање свих препорука које су познате - казао је он.
8. мај - градски саобраћај Београд и Ниш, тржни центри
Тиодоровић је говорећи о градском превозу додао да ће он за Београд и Ниш због броја оболелих бити успостављен нешто касније него у Крагујевцу и Новом Саду, тако да је датум за враћање аутобуса на улице у овим градовима 8. мај.
Прописане су и фазе којим ће се путници моћи користити градским превозом.
1.Рад јавном градског, приградског и локалног превоза путника (у даљем тексту: јавни превоз) ће се организовати фазно у складу са епидемиолошком ситуацијом, односни на тај начин што ће услуге јавног градског у приградског превоза пружати према следећим приоритетима:
- прва фаза: запослена лица,
- друга фаза: студенти и ђаци,
- трећа фаза: незапослени, туристи, остала лица (укључујући и пензионере млађе од 65 година)
- четврта фаза: лица старија од 65 година.
- Истог дана биће отворени и тржни центри. За њих важе посебне мере за број корисника, социјалну дистанцу, али и обавезно коришћење заштитне опреме како за примаоце, тако и за даваоце услуга - навео је епидемиолог из Ниша.
11. мај - вртићи и продужени боравак
- Од тог дана се отварају вртићи и продужени боравак за оне парове који немају коме да оставе децу. Претпостављамо да ће се користити једна трећина расположивих средстава. Закон јасно казује да родитељи не смеју дете да оставе само ако има испод 12 година - казао је Тиодоровић.
Он је замолио све оне послодавце који могу да ослободе једног родитеља да не ради како би чувао дете да то учине, у супротном имаће опцију да оставе дете у вртићу или продуженом боравку.
18. мај - авиосаобраћај
Тиодоровић је као последњу у низу навео меру везану за авиосаобраћај.
- 18. маја биће отворен аеродром "Никола Тесла" и тада ће кренути комерцијални летови са нашег аеродрома - казао је епидемиолог.

#### 29. април — преминуло пет особа, 227 позитивних особа, 32 излечене особе
Републици Србији је до 15 часова 29. априла 2020. године регистровано укупно 8.724 потврђених случајева Ковид-19. Од последњег извештаја тестирани су узорци 5.579 особа од којих је 227 позитивно. Хоспитализовано је 2.470 пацијената. На респиратору је укупно 78 пацијената. У Републици Србији тестирано је укупно 78.942 особа које су испуњавале критеријуме дефиниције случаја. У последња 24 часа преминуло је 5 особа, три особе мушког и две особе женског пола. Укупан број преминулих од почетка епидемије је 173. Укупан број излечених грађана је 1.292.

#### 30. април — преминуло шест особа, 285 позитивних особа, 51 излечена особа, ублажена забрана кретања за првомајске празнике
У Републици Србији је до 15 часова 30. априла 2020. године регистровано укупно 9.009 потврђених случајева Ковид-19. Од последњег извештаја тестирани су узорци 6.703 особа од којих су 285 позитивна. Хоспитализовано је 2.479 пацијената. На респиратору је укупно 71 пацијената. У Републици Србији тестиране су укупно 85.645 особе које су испуњавале критеријуме дефиниције случаја. У последња 24 часа преминуло је 6 особа, две особе мушког и четири особе женског пола. Укупан број преминулих од почетка епидемије је 179. Укупан број излечених грађана је 1.343.
Влада Републике Србије усвојила је измене одлука у вези са мерама заштите становништва од заразне болести Ковид-19 током првомајских празника. Забрана кретања почиње од данас, у 18 часова и трајаће до суботе, 2. маја у 5 часова ујутру. Грађани старији од 65 година моћи ће у петак да изађу у шетњу два пута у трајању од по сат времена, у било које доба дана највише шест стотина метара од места становања. У суботу и недељу забрана кретања почиње у 18 часова и траје до 5 часова ујутру наредног дана. Тада најстарији суграђани могу изаћи у шетњу једном под истим правилима, у периоду забране кретања од 18 часова до 5 часова ујутру. Важно је нагласити да је током викенда, у циљу смањивања социјалних контаката на минимум, и даље на снази забрана окупљања више од двоје људи на отвореном простору и ова мера ће бити строго контролисана од стране надлежних органа.

### Мај

#### 1. мај — све мање оболелих, још шест забележених смртних случаја, 36 излечених пацијената
У Републици Србији је до 15 часова 1. маја 2020. године регистровано укупно 9.205 потврђених случајева Ковид-19. Од последњег извештаја тестирани су узорци 5.906 особа од којих је 196 позитивно. Хоспитализовано је 2.375 пацијената. На респираторима је укупно 65 пацијената. У Републици Србији тестирана је укупно 91.551 особа која је испуњавала критеријуме дефиниције случаја. У последња 24 часа преминуло је 6 особа, две особе мушког и четири особе женског пола. Укупан број преминулих од почетка епидемије је 185. Укупан број излечених грађана је 1.379.

#### 2. мај — 157 нових случајева заразе, 4 смртна случаја, 47 излечених пацијената
У Републици Србији је до 15 часова 2.маја 2020. године регистровано укупно 9.362 потврђених случајева Ковид-19. Од последњег извештаја тестирани су узорци 5.086 особа од којих је 157 позитивно. Хоспитализовано је 2.286 пацијената. На респираторима је укупно 57 пацијената. У Републици Србији тестирано је укупно 96.637 особа које су испуњавале критеријуме дефиниције случаја. У последња 24 часа преминуле су 4 особе, три особе мушког и једна особа женског пола.  Укупан број преминулих од почетка епидемије је 189. Укупан број излечених грађана је 1.426.

#### 3. мај — 102 нова случаја заразе, 4 смртна случаја, 125 излечених пацијената, најављено укидање ванредног стања и забране кретања
У Републици Србији је до 15 часова 03. маја 2020. године регистровано укупно 9.464 потврђених случајева Ковид-19. Од последњег извештаја тестирани су узорци 5.274 особа од којих су 102 позитивне. Хоспитализовано је 2.116 пацијената. На респиратору је укупно 54 пацијената. У Републици Србији тестирано је укупно 101.911 особа које су испуњавале критеријуме дефиниције случаја. У последња 24 часа преминуле су 4 особе, три особе мушког и једна особа женског пола. Укупан број преминулих од почетка епидемије је 193. Укупан број излечених грађана је 1.551.
Ванредно стање ће бити укинуто у среду 6. маја, а задња забрана кретања ће бити у среду од 18:00 часова до четвртка у 05:00 часова. Са ванредним стањем неће бити укинуте ванредне мере, само ће бити укинуте забрана кретања и употреба војске у цивилне сврхе. На снази остају мере физичког дистанцирања, постепено ће се ублажавати мере, од сутра креће отварање ресторана и кафића. Теретане, фитнес центри, фризерски салони, козметички салони, занатлије, грађевинци су већ кренули са радом. Од 8. маја крећу са радом тржни центри, биће дозвољен међуградски и градски превоз. Од 11. маја ће бити отворени вртићи. Од 18. маја ће бити дозвољен авиосаобраћај и све врсте саобраћаја. Једино што остаје од мера то је да ће бити затворене школске и високошколске установе, да још важе мере дистанцирања и забране масовног окупљања.

#### 4. мај — 93 позитивних особа, 4 смртна случаја, 23 излечених пацијената
У Републици Србији је до 15 часова 4.маја 2020. године регистровано укупно 9.557 потврђених случајева Ковид-19. Од последњег извештаја тестирани су узорци 4.550 особа од којих је 93 позитивно. Хоспитализовано је 2.023 пацијената. На респираторима је укупно 53 пацијената. У Републици Србији тестирано је укупно 106.461 особа. У последња 24 часа преминуле су 4 особе. Укупан број преминулих од почетка епидемије је 197. Укупан број излечених грађана је 1.574.

#### 5. мај — 120 позитивних на Ковид-19, 3 смртна случаја, 149 излечених пацијената
У Републици Србији је до 15 часова 5. маја 2020.године регистровано укупно 9.677 потврђених случајева Ковид-19. Од последњег извештаја тестирани су узорци 4.817 особа од којих је 120 позитивно. Хоспитализовано је 1.855 пацијената. На респираторима је укупно 51 пацијент. У Републици Србији тестирано је укупно 111.278 особа. У последња 24 часа преминуле су 3 особе. Укупан број преминулих од почетка епидемије је 200. Укупан број излечених грађана је 1.723.

#### 6. мај — 114 позитивних на Ковид-19, 3 смртна случаја, 248 излечених пацијената, укинуто ванредно стање и забрана кретања
У Републици Србији је до 15 часова 6.маја 2020. године регистровано укупно 9.791 потврђених случајева Ковид-19. Од последњег извештаја тестирани су узорци 6.196 особа од којих је 114 позитивно. Хоспитализовано је 1.750 пацијената. На респираторима је укупно 48 пацијената. У Републици Србији тестирано је укупно 117.474 особа. У последња 24 часа преминуле су 3 особе. Укупан број преминулих од почетка епидемије је 203. Укупан број излечених грађана је 1.971.
Народна скупштина Републике Србије укинула је ванредно стање, које је уведено 15. марта због епидемије коронавируса. За укидање ванредног стања гласало је 155 посланика, док против није био ниједан глас. Укидање ванредног стања не значи да се враћамо на рутину пре 15. марта, јер на снази остају и даље поједине мере које су уведене како би се смањила могућност ширења вируса корона. Посланици су усвојили и Закон о важењу уредби које је Влада Србије, уз супотпис председника Републике, донела за време ванредног стања и које је Народна скупштина потврдила. Укинуто је 11 уредби које су важиле за време ванредног стања, а односе се на организацију рада, део пореских мера, начин задуживања, учешће у кривичном поступку. Такође, надлежне изборне комисије ће 11. маја донети решења о настављању спровођења изборних радњи. Забрана кретања и употреба војске у цивилне сврхе су такође престале да важе као део мера у ванредном стању.

#### 7. мај — 57 ново оболелих, 3 смртна случаја, 189 излечених пацијената
У Републици Србији је до 15 часова 7.маја 2020. године регистровано укупно 9.848 потврђених случајева Ковид-19. Од последњег извештаја тестирани су узорци 5.521 особа од којих је 57 позитивно. Хоспитализовано је 1.710 пацијената. На респираторима је укупно 46 пацијената. У Републици Србији тестирано је укупно 122.995 особа. У последња 24 часа преминуле су 3 особе. Укупан број преминулих од почетка епидемије је 206. Укупан број излечених грађана је 2.160.

#### 8. мај — 95 позитивних особа, 3 смртна случаја, 293 излечених пацијената
У Републици Србији је до 15 часова 8.маја 2020. године регистровано укупно 9.943 потврђених случајева Ковид-19. Од последњег извештаја тестирани су узорци 5.810 особа од којих је 95 позитивно. Хоспитализовано је 1.577 пацијената. На респираторима је укупно 45 пацијената. У Републици Србији тестирано је укупно 128.805 особа. У последња 24 часа преминуле су 3 особе. Укупан број преминулих од почетка епидемије је 209. Укупан број излечених грађана је 2.453.

#### 9. мај — 89 позитивних особа, 4 смртна случаја, 279 излечених пацијената
У Републици Србији је до 15 часова 9. маја 2020. године регистровано укупно 10.032 потврђених случајева Ковид-19. Од последњег извештаја тестирани су узорци 5.728 особа од којих је 89 позитивно. Хоспитализовано је 1.437 пацијената. На респираторима је укупно 43 пацијената. У Републици Србији тестиране су укупно 134. 533 особе. У последња 24 часа преминуле су 4 особе. Укупан број преминулих од почетка епидемије је 213. Укупан број излечених грађана је 2.732.

#### 10. мај — 82 позитивних особа, 2 смртна случаја, 274 излечених пацијената
У Републици Србији је до 15 часова 10. маја 2020. године регистровано укупно 10.114 потврђених случајева Ковид-19. Од последњег извештаја тестирани су узорци 6.059 особа од којих је 82 позитивно. Хоспитализовано је 1.380 пацијената. На респираторима је укупно 39 пацијената. У Републици Србији тестирано је укупно 140.592 особе које су испуњавале критеријуме дефиниције случаја. У последња 24 часа преминуле су 2 особе. Укупан број преминулих од почетка епидемије је 215. Укупан број излечених грађана је 3.006.

### Међународна помоћ
Следеће државе и организације упутиле су помоћ Србији у циљу спречавања вируса корона:
- Кина — Народна Република Кина упутила је Србији помоћ у виду тестова за детекцију вируса Ковид-19, медицинске опреме и медицинских стручњака. Кина је прва држава која је Србији упутила помоћ против вируса корона.[318][319]
- Норвешка — Амбасадор Норвешке у Србији, Јерн Еуген Јелстад, обавестио је председника Србије о донацији од 5 милиона евра која Норвешка упућује Србију као хитну помоћ у борби против Ковида-19.[320]
- Русија — Руска Федерација упутила је Србији помоћ у виду 15 хиљада тестова за детекцију вируса Ковид-19.[321] Једанаест авиона руских Ваздушно-космичких снага допремило је 3. и 4. априла у Србију медицинску помоћ из Руске Федерације. Помоћ, између осталог, укључује 16 специјалних моторних возила намењених за дезинфекцију објеката и путева, као и велику количину медицинске опрема, технике и заштитних средстава неопходних Србији у лечењу пацијената заражених коронавирусом и у борби против ширења Ковида-19.[322]
- Уједињени Арапски Емирати — УАЕ је послала два дела помоћи у виду борбе против вируса корона: први део са заштитним средствима и други део са респираторима.[323]
- Турска — Турска је послала помоћ Србији 8. априла, стигла су различита медицинска средства, укључујући 100.000 заштитних маски, 2.000 заштитних одела, као и 1.500 тестова за Ковид-19.[275]
- Европска унија — Европска унија упутила је 20. марта помоћ од 7,5 милиона евра Србији за јачање капацитета и подршку активностима у борби против пандемије вируса корона.[324] ЕУ је 25. марта одобрила да око 94 милиона евра неутрошених средстава из текућих пројеката и Инструмента за претприступну помоћ (ИПА) буде искоришћено за превенцију и сузбијање последица пандемије.[325]
- Уницеф — Уницеф је донирао помоћ у виду респиратора за механичку вентилацију, заштитне опреме и хигијенских пакета у вредности већој од 500.000 долара.[155]
- Сједињене Америчке Државе — Сједињене Америчке Државе су донирале 6.000 тестова за Ковид-19.[326]
- Аустрија — Аустрија је понудила помоћ Србији у виду потребне медицинске опреме и опрему потребну за привремене болнице. Такође, Аустрија је понудила је да узме бројне пацијенте са интензивне неге из Србије, који би се лечили у Аустрији, ако буде потребно.[327][328]
- Такозвано Косово — Јужна српска покрајина донирала је 500.000 евра за општине Прешево, Медвеђа и Бујановац.[329]
- Азербејџан — Азербејџан је 19. маја допремио медицинску опрему.[330]
- Катар — Катарски авион за медицинском опремом слетео је у Србију 19. маја.[331]

### Личне донације
- Ана Ивановић — бивша српска тенисерка учествовала је у донирању 35 респиратора.[332]
- Дејан Станковић — бивши српски фудбалер и садашњи тренер Црвене звезде донирао је респираторе и медицинску опрему.[333]
- Новак Ђоковић — српски тенисер, први тенисер света, донирао је милион евра за респираторе и медицинску опрему.[334]
- Лука Јовић — српски фудбалер донирао је 50.000 евра здравственом систему у борби против вируса корона.[335]
- Александар Пешић — донирао је 50.000 евра за набавку два имунохемијска апарата, која су распоређена у КБЦ Др Драгиша Мишовић и Клинички центар Србије[336]
- Гордан Петрић — некадашњи српски фудбалер донирао је 50.000 евра за набавку неопходних медицинских средстава.[337]
- Никола Петковић — обезбедио 100 хиљада маски[338]
- Богдан Богдановић, Немања Бјелица и Владе Дивац (фондација Ана и Владе Дивац)— кошаркаши Сакраменто кингса и генерални менаџер истог клуба донирали су респираторе, заштитне маске и друга медицинска средства.[339]
- Александар и Катарина Карађорђевић — пружили хуманитарну помоћ болницама у Србији.[340][341]

### Међународна помоћ коју је Србија упутила другим земљама
- Италија — Србија је упутила помоћ 25. априла, послала је осам авиона са медицинском помоћи у Италију, послато је 2 милиона хируршких маски, 2 милиона епидемиолошких маски, милион рукавица и 100 хиљада медицинских одела.[342]
- Босна и Херцеговина — Србија је послала авионе са медицинском помоћу Републици Српској и неким градовима у Федерацији Босне и Херцеговине. Србија је такође послала 10 механичких вентилатора, маске, рукавице, дезинфикациона средства и  медицинска одела.[343]
- Такозвано Косово — Србија је јужној покрајини послала 1.000 тестова за Ковид-19.

### Земље које су одбиле помоћ од Србије
- Црна Гора — Тадашња власт у Црној Гори на челу са Милом Ђукановићем, оптужила је Србију да је украла три механичка вентилатора, Србија је понудила Црној Гори пет механичких вентилатора, али Црна Гора је одбила ту помоћ.[344]

## Преглед хоспитализованих пацијената по општинама и градовима
| Округ                    | Град                | Случајева |
| ------------------------ | ------------------- | --------- |
| Западнобачки округ       | Апатин              | 3         |
| Западнобачки округ       | Кула                | 19        |
| Западнобачки округ       | Оџаци               | 2         |
| Западнобачки округ       | Сомбор              | 32        |
| Укупно                   | Укупно              | 56        |
| Севернобачки округ       | Бачка Топола        | 17        |
| Севернобачки округ       | Суботица            | 44        |
| Укупно                   | Укупно              | 61        |
| Севернобанатски округ    | Ада                 | 1         |
| Севернобанатски округ    | Чока                | 1         |
| Севернобанатски округ    | Кикинда             | 27        |
| Севернобанатски округ    | Нови Кнежевац       | 1         |
| Севернобанатски округ    | Сента               | 3         |
| Укупно                   | Укупно              | 33        |
| Јужнобачки округ         | Бач                 | 3         |
| Јужнобачки округ         | Бачка Паланка       | 19        |
| Јужнобачки округ         | Бачки Петровац      | 1         |
| Јужнобачки округ         | Беочин              | 7         |
| Јужнобачки округ         | Бечеј               | 4         |
| Јужнобачки округ         | Нови Сад            | 147       |
| Јужнобачки округ         | Србобран            | 15        |
| Јужнобачки округ         | Сремски Карловци    | 2         |
| Јужнобачки округ         | Темерин             | 10        |
| Јужнобачки округ         | Тител               | 9         |
| Јужнобачки округ         | Врбас               | 14        |
| Јужнобачки округ         | Жабаљ               | 11        |
| Укупно                   | Укупно              | 242       |
| Средњобанатски округ     | Нова Црња           | 2         |
| Средњобанатски округ     | Нови Бечеј          | 2         |
| Средњобанатски округ     | Сечањ               | 3         |
| Средњобанатски округ     | Зрењанин            | 25        |
| Укупно                   | Укупно              | 32        |
| Сремски округ            | Инђија              | 23        |
| Сремски округ            | Ириг                | 9         |
| Сремски округ            | Пећинци             | 10        |
| Сремски округ            | Сремска Митровица   | 30        |
| Сремски округ            | Стара Пазова        | 34        |
| Сремски округ            | Шид                 | 8         |
| Сремски округ            | Рума                | 13        |
| Укупно                   | Укупно              | 127       |
| Јужнобанатски округ      | Алибунар            | 25        |
| Јужнобанатски округ      | Бела Црква          | 32        |
| Јужнобанатски округ      | Ковачица            | 13        |
| Јужнобанатски округ      | Ковин               | 24        |
| Јужнобанатски округ      | Пландиште           | 11        |
| Јужнобанатски округ      | Опово               | 8         |
| Јужнобанатски округ      | Панчево             | 126       |
| Јужнобанатски округ      | Вршац               | 78        |
| Укупно                   | Укупно              | 317       |
| Град Београд             | Град Београд        | 2318      |
| Укупно                   | Укупно              | 2318      |
| Мачвански округ          | Богатић             | 2         |
| Мачвански округ          | Коцељева            | 4         |
| Мачвански округ          | Крупањ              | 6         |
| Мачвански округ          | Лозница             | 39        |
| Мачвански округ          | Љубовија            | 2         |
| Мачвански округ          | Мали Зворник        | 3         |
| Мачвански округ          | Шабац               | 86        |
| Мачвански округ          | Владимирци          | 10        |
| Укупно                   | Укупно              | 152       |
| Колубарски округ         | Лајковац            | 28        |
| Колубарски округ         | Љиг                 | 13        |
| Колубарски округ         | Мионица             | 28        |
| Колубарски округ         | Осечина             | 9         |
| Колубарски округ         | Уб                  | 24        |
| Колубарски округ         | Ваљево              | 181       |
| Укупно                   | Укупно              | 283       |
| Шумадијски округ         | Аранђеловац         | 22        |
| Шумадијски округ         | Баточина            | 8         |
| Шумадијски округ         | Крагујевац          | 130       |
| Шумадијски округ         | Кнић                | 1         |
| Шумадијски округ         | Лапово              | 3         |
| Шумадијски округ         | Рача                | 11        |
| Шумадијски округ         | Топола              | 6         |
| Укупно                   | Укупно              | 181       |
| Подунавски округ         | Смедерево           | 128       |
| Подунавски округ         | Смедеревска Паланка | 85        |
| Подунавски округ         | Велика Плана        | 33        |
| Укупно                   | Укупно              | 246       |
| Браничевски округ        | Голубац             | 2         |
| Браничевски округ        | Мало Црниће         | 2         |
| Браничевски округ        | Петровац на Млави   | 6         |
| Браничевски округ        | Пожаревац           | 50        |
| Браничевски округ        | Кучево              | 1         |
| Браничевски округ        | Велико Градиште     | 4         |
| Браничевски округ        | Жабари              | 5         |
| Браничевски округ        | Жагубица            | 2         |
| Укупно                   | Укупно              | 73        |
| Златиборски округ        | Бајина Башта        | 29        |
| Златиборски округ        | Нова Варош          | 12        |
| Златиборски округ        | Пожега              | 17        |
| Златиборски округ        | Пријепоље           | 10        |
| Златиборски округ        | Сјеница             | 10        |
| Златиборски округ        | Прибој              | 15        |
| Златиборски округ        | Ариље               | 19        |
| Златиборски округ        | Чајетина            | 6         |
| Златиборски округ        | Ужице               | 45        |
| Укупно                   | Укупно              | 163       |
| Моравички округ          | Чачак               | 94        |
| Моравички округ          | Горњи Милановац     | 45        |
| Моравички округ          | Ивањица             | 4         |
| Моравички округ          | Лучани              | 11        |
| Укупно                   | Укупно              | 154       |
| Поморавски округ         | Ћуприја             | 239       |
| Поморавски округ         | Деспотовац          | 29        |
| Поморавски округ         | Параћин             | 157       |
| Поморавски округ         | Рековац             | 20        |
| Поморавски округ         | Свилајнац           | 26        |
| Поморавски округ         | Јагодина            | 130       |
| Укупно                   | Укупно              | 601       |
| Расински округ           | Александровац       | 43        |
| Расински округ           | Брус                | 7         |
| Расински округ           | Ћићевац             | 8         |
| Расински округ           | Крушевац            | 214       |
| Расински округ           | Трстеник            | 12        |
| Расински округ           | Варварин            | 25        |
| Укупно                   | Укупно              | 309       |
| Борски округ             | Бор                 | 146       |
| Борски округ             | Кладово             | 31        |
| Борски округ             | Мајданпек           | 5         |
| Борски округ             | Неготин             | 53        |
| Укупно                   | Укупно              | 235       |
| Рашки округ              | Краљево             | 49        |
| Рашки округ              | Нови Пазар          | 89        |
| Рашки округ              | Рашка               | 49        |
| Рашки округ              | Тутин               | 7         |
| Рашки округ              | Врњачка Бања        | 16        |
| Укупно                   | Укупно              | 210       |
| Нишавски округ           | Алексинац           | 192       |
| Нишавски округ           | Дољевац             | 75        |
| Нишавски округ           | Гаџин Хан           | 18        |
| Нишавски округ           | Мерошина            | 60        |
| Нишавски округ           | Ниш                 | 1228      |
| Нишавски округ           | Ражањ               | 15        |
| Нишавски округ           | Сврљиг              | 28        |
| Укупно                   | Укупно              | 1616      |
| Зајечарски округ         | Бољевац             | 37        |
| Зајечарски округ         | Књажевац            | 30        |
| Зајечарски округ         | Сокобања            | 52        |
| Зајечарски округ         | Зајечар             | 70        |
| Укупно                   | Укупно              | 189       |
| Топлички округ           | Блаце               | 47        |
| Топлички округ           | Куршумлија          | 53        |
| Топлички округ           | Прокупље            | 132       |
| Топлички округ           | Житорађа            | 35        |
| Укупно                   | Укупно              | 267       |
| Јабланички округ         | Бојник              | 25        |
| Јабланички округ         | Црна Трава          | 1         |
| Јабланички округ         | Лебане              | 16        |
| Јабланички округ         | Лесковац            | 244       |
| Јабланички округ         | Медвеђа             | 4         |
| Јабланички округ         | Власотинце          | 94        |
| Укупно                   | Укупно              | 384       |
| Пиротски округ           | Бабушница           | 23        |
| Пиротски округ           | Бела Паланка        | 16        |
| Пиротски округ           | Димитровград        | 2         |
| Пиротски округ           | Пирот               | 61        |
| Укупно                   | Укупно              | 102       |
| Пчињски округ            | Босилеград          | 4         |
| Пчињски округ            | Бујановац           | 6         |
| Пчињски округ            | Прешево             | 3         |
| Пчињски округ            | Сурдулица           | 42        |
| Пчињски округ            | Трговиште           | 3         |
| Пчињски округ            | Владичин Хан        | 26        |
| Пчињски округ            | Врање               | 70        |
| Total                    | Total               | 154       |
| Косовскомитровачки округ | Лепосавић           | 19        |
| Косовскомитровачки округ | Косовска Митровица  | 25        |
| Косовскомитровачки округ | Зубин Поток         | 21        |
| Косовскомитровачки округ | Звечан              | 23        |
| Укупно (*)               | Укупно (*)          | 88        |
| Гњилански округ          | Гњилан              | 7         |
| Гњилански округ          | Косовска Каменица   | 4         |
| Гњилански округ          | Витина              | 1         |
| Укупно (*)               | Укупно (*)          | 12        |
| Приштински округ         | Глоговац            | 2         |
| Приштински округ         | Косово Поље         | 5         |
| Приштински округ         | Липљан              | 5         |
| Приштински округ         | Обилић              | 1         |
| Приштински округ         | Подујево            | 2         |
| Приштински округ         | Приштина            | 8         |
| Укупно (*)               | Укупно (*)          | 23        |
| Пећки округ              | Исток               | 2         |
| Пећки округ              | Клина               | 4         |
| Пећки округ              | Пећ                 | 5         |
| Укупно (*)               | Укупно (*)          | 11        |
| Призренски округ         | Призрен             | 5         |
| Укупно (*)               | Укупно (*)          | 5         |
| Ђаковички округ          | Ђаковица            | 1         |
| Укупно (*)               | Укупно (*)          | 1         |
| Урошевачки округ         | Штимље              | 3         |
| Урошевачки округ         | Штрпце              | 1         |
| Урошевачки округ         | Урошевац            | 2         |
| Укупно (*)               | Укупно (*)          | 6         |
| Укупно:                  | Укупно:             | 9362      |
| 2. мај 2020.             |                     |           |

## Статистика
Сви подаци су са званичног сајта.

### Фактор раста
- Фактор раста дефинисан је као данашњи нови случајеви/нови случајеви од претходног дана.[347] То је показатељ еволуције пандемије. Фактор који континуирано опада показује да је пандемија под контролом.

### Број пацијената на механичкој вентилацији
|  |

### Број хоспитализованих пацијената
|  |

## Смрти

### Укупно смртних случајева
|  | Удео у смртним исходима по полу и годинама (%) |

### Смртних случајева по дану
|  | Број смртних случајева по полу и годинама |

#### Просечна старост умрлих по данима
|  |

## Познате српске личности заражене вирусом корона
- Душан Влаховић — српски фудбалер заразио се вирусом корона датума 13. 3. 2020, потврдио је његов клуб Фјорентина. Он је први српски спортиста који је заражен вирусом корона.[348]
- Славиша Кокеза — председник Фудбалског савеза Србије је био позитиван на тесту за вирус корона, потврђено је 14. 3. 2020. „Тренутно се осећа добро”, рекао је председник Вучић на седници Владе Србије.[349]
- Марко Пантелић — потпредседник ФСС, заражен је вирусом корона, потврђено је 15. 3. 2020.[350]
- Биљана Србљановић — драмска списатељица и редовна професорка Факултета драмских уметности Универзитета уметности у Београду је 22. марта објавила да је позитивна на вирус корона и да чека пријем у болницу.[351]
- Бранислав Блажић — државни секретар у Министарству заштите животне средине први заражени вирусом корона у Влади Републике Србије, преминуо је 1. априла.[352]
- Ђорђе Давид — српски музичар и глумац, саопштио је 26. марта да је оболео од вируса корона.[353]
- Здравко Понош — генерал-потпуковник Војске Србије, бивши начелник Генералштаба Војске Србије је 29. марта примљен на болничко лечење због потврђене коронавирусне болести.[354]
- Милутин Кнежевић — епископ ваљевски, преминуо је 30. марта од коронавируса.
- Никола Росић — српски одбојкаш, саопштио је 31. марта да је успешно излечен од коронавирусне болести.[355]
- Јелена Триван — српска политичарка и главни и одговорни уредник Службеног гласника је 7. априла примљена на болничко лечење због потврђене коронавирусне болести.[356]
- Данило Вучић, син председника Србије Александра Вучића, је заражен вирусом корона и хоспитализован 8. априла.[357]
- Миодраг Лазић — хирург и директор Ургентног центра Клиничког центра Ниш, је преминуо 14. априла од последица коронавирусне болести.[358]
- Александар Атанасијевић — српски одбојкаш, објавио је 5. јуна да је позитиван на корона вирус.
- Душица Јаковљевић — српска водитељка, објавила је 8. јуна да је позитивна на корона вирус.
- Светлана Цеца Ражнатовић — српска певачица, саопштила је 10. јуна да је позитивна на корона вирус.
- Вељко Ражнатовић — српски боксер и Цецин син, саопштио је 10. јуна да је позитиван на корона вирус.
- Никола Јанковић — кошаркаш Партизана, саопштио је 15. јуна да је позитиван на корона вирус.
- Вујадин Савић — српски фудбалер, саопштио је 19. јуна да је позитиван на корона вирус.
- Мирка Васиљевић — српска глумица, саопштила је 19. јуна да је позитивна на корона вирус.
- Немања Вицо — српски ватерполиста, саопштио је 19. јуна да је позитиван на корона вирус.
- Дејан Савић — селектор ватерполо репрезентације, саопштио је 21. јуна да је позитиван на корона вирус.
- Виктор Троицки — српски тенисер, саопштио је 22. јуна да је позитиван на корона вирус.
- Новак Ђоковић — српски тенисер, саопштио је 23. јуна да је позитиван на корона вирус.
- Јелена Ђоковић — Ђоковићева супруга, саопштила је 23. јуна да је позитиван на корона вирус.
- Никола Јокић — српски кошаркаш, саопштио је 23. јуна да је позитиван на корона вирус.

## Контроверзе
„Ми ако буде било потребе, можемо да урадимо вакцину и за коронавирус, а можемо да помогнемо, ако то буде интерес Кине или неког другог, да се то уради, јер имамо људе који то стварно знају.”— Златибор Лончар, министар здравља Републике Србије, 25. фебруар, Espreso
„Алкохол где поставите, ту коронавирус не расте. Ја сам себи нашао додатни разлог да попијем по једну чашицу дневно, иако то нема везе с тим алкохолом, али сам то себи измислио, да знате… А Златибор је саопштио да чисти медицински алкохол убија коронавирус, а ја рачунам да и оно где није баш чисти алкохол, него оно, 41-42 степена, да и то добро делује.”— Александар Вучић, председник Републике Србије, 26. април, OzonPress
„Ја сам чак на овом састанку био против поручивања маски, и тестирања. Мислим да је то потпуно бесмислено. Пазите, да немамо тест, ми не бисмо знали да је епидемија… К’о Бога вас молим, живите свој живот, пустите коронавирус да живи свој”.— Бранимир Несторовић, пулмолог, 26. април, OzonPress
„Не могу да верујем да се народ који је преживео санкције, бомбардовање, свакојака малтретирања, уплаши најсмешнијег вируса у историји човечанства, који на Фејсбуку постоји. Апелујем на људе да престану да верују непровереним информацијама. Епидемија у Кини је при крају, она је почела 7. децембра, први случај пријављен. Већ се зна да пада вируленција вируса, вирус је све слабији и слабији. Иначе је слаб. Ево да кажем за жене… Естрогени дефинитивно штите жене, оне имају благе облике и не умиру од овог вируса. Дакле, жене, слободно у шопинг у Италију, јер чујем да ће тамо сада бити велики попусти, зато што нико живи сад неће да дође у Италију. Према томе, мужеве сад само припремите за то ментално. Шалим се, али стварно, мислим, не разумем. Ја сам пре неки дан био затечен кад је та прича почела јер је вирус био смешан. То је трећа варијанта тог САРС-а, МЕРС-а. Ово је трећа варијанта, он је најслабији од сва три. И прве две су прошле незапажено, сад ова трећа одједном је сад то… Видим затварају се границе, авиони не лете… Потпуна бесмислица.“— Бранимир Несторовић, пулмолог, 26. април, CENZOLOVKA
„Не могу да трпим ту неправду да неко напада ове лекаре овде, да људи нападају доктора Несторовића, да нападају људе који су озбиљни и одговорни. Говоре: ’Најсмешнији вирус’. Немојте да лажете, нико није рекао да је најсмешнији вирус. Нико! Осим што су људи рекли да не треба да се паничи. Ја то никада у животу нисам изговорио. И немојте да лажете.”— Александар Вучић, председник Републике Србије, 12. март, CENZOLOVKA
Нисмо у почетку имали довољно тестова и заштитне опреме, рекао је Предраг Кон, додавши да су свесно лагали народ како се не би дизала паника. Тиме је др Кон потврдио оно што су сви могли да виде – да је држава апсолутно неспремна дочекала корону и да су на почетку тестирани само они са најјачим симптомима. Стварност је таква каква јесте. У тренутку када преузимате нешто, имате одређен ниво тестова, имате одређен ниво заштитне опреме. Ви сад можете да изађете и да кукате пред народом да нема ни тестова, ни заштитне опреме. Или ћете да изађете и кажете – имамо довољно да одрадимо један посао који ће спасити животе. То смо ми урадили. И направили смо систем који је обезбеђивао у том периоду, све време на иглама чекајући и заштитну опрему, чекајући и тестове – рекао је др Предраг Кон. Да је имао температуру преко 38 степени, да је путовао, да је имао контакт, да може да се то епидемиолошки утврди. Само смо те тестирали. Тада је био притисак – сви су хтели да се тестирају. Међутим, није било тестова”— Предраг Кон, епидемиолог, 22. април, CENZOLOVKA
„Процене су да би се вратило њих 70.000. Ми немамо могућности да исконтролишемо тако нешто. Доћи ће до неконтролисаног ширења епидемије. Молим људе да не долазе. Молим вас, не долазите јер би то био наш крај. Молио сам људе да не долазе. Сви су кренули назад. За само два дана из иностранства се у Србију вратило чак 35.376 српских држављана.”— Александар Вучић, председник Републике Србије, 18. март, Alo
„Србија је од данас у рату против невидљивог противника! Наша земља мора да победи. Борба је за наше старије, родитеље, али и за будућност Србије. Наши родитељи су изградили путеве и пруге, изградили су ову земљу и зато морамо да им помогнемо. После искустава кроз које смо прошли, а и на основу писама министра одбране и председнице Владе, у складу са Уставом, донели смо одлуку о увођењу ванредног стања на територији целе Републике Србије! Наша земља прошла је кроз тешку ситуацију и на Косову и Метохији, да вас не подсећам на Сребреницу и надаље. Ово је битка за нашу земљу, за наше старе, морамо да чувамо све, а пре свега наше најстарије суграђане.”— Александар Вучић, председник Републике Србије, 15. март, Kurir
„Када је Кина послала авион са помоћи за Србију, председник Вучић је направио велику представу од тога. Али, када је стигла далеко битнија помоћ од Европске уније, нигде нисте могли да видите ни свечаност ни председника.“— Карл Билт, Шведски политичар и дипломата, 27. март, N1
„Мање људи умре од тог вируса него од сезонског грипа.”— Златибор Лончар, министар здравља Републике Србије, 26. април, Politika
„98 одсто разболелих су Кинези, 99 одсто умрлих су Кинези. Шта нам то говори? Мени као лекару, да се ради о једној специфичној врсти биолошког рата, без обзира ко шта прича.”— Даница Грујичић, начелница неуроонкологије у Клиничком центру Србије, 12. април, Danas
„Молим пензионере да не излазе нигде и да не слушају ничије предлоге. Нећу ниједну реч да кажем, али ако драги пензионери послушате те предлоге неће нам бити довољни комплетно Лешће, Ново гробље, Централно и Бежанијско гробље, биће мало гробља да прими све нас, ако се такви савету буду слушали.”— Александар Вучић, председник Републике Србије, 25. април, Информер

## Мере Владе Републике Србије
Ради сузбијања и спречавања ширења заразне болести КОВИД-19 и заштите становништва од те болести, за време ванредног стања забрањује се кретање на јавним местима, односно ван станова, просторија и објеката за становање у стамбеним зградама и изван домаћинства (окућница):
1) лицима са навршених 70 година - у насељеним местима до 5000 становника, изузев петком од 04 до 07 часова, ради куповине намирница, као и сваког дана у периоду од 18 часова до 01 час наредног дана, у трајању од 60 минута, у пречнику до 600 м удаљености од места пребивалишта, односно боравишта;
2) лицима са навршених 65 година - у насељеним местима преко 5000 становника, изузев петком од 04 до 07 часова, ради куповине намирница, као и сваког дана у периоду од 18 часова до 01 час наредног дана, у трајању од 60 минута, у пречнику до 600 м удаљености од места пребивалишта, односно боравишта;
3) лицима која нису навршила 65 година - од 18 до 05 часова радним данима, као и од петка од 18 часова до понедељка до 05 часова.
Изузетно од става 1. тачка 3) овог члана, за време ускршњих празника, лицима која нису навршила 65 година забрањује се кретање од петка 17. априла од 17 часова до уторка 21. априла у 05 часова, као и за време првомајских празника, од четвртка 30. априла од 18 часова до понедељка 4. маја до 05 часова, с тим што је у том периоду, поред времена из става 4. овог члана, извођење кућних љубимаца дозвољено и у понедељак 20. априла и петак 1. маја од 08 до 10 часова, осим ако Влада посебном одлуком, у складу са епидемиолошком ситуацијом на дан 30. априла 2020. године, не одлучи друкчије.
Забрањује се кретање у свим парковима и на јавним површинама намењеним за рекреацију и спорт.
Приликом одржавања сахрана забрањује се присуство више од 10 лица, уз обавезно поштовање међусобне удаљености присутних од 2 м.
Забрањује се сазивање и одржавање зборова и свих других окупљања грађана на отвореном простору.
У затвореном простору забрањују се сва окупљања (спортске, културне и друге манифестације) осим окупљања која су од посебног интереса за рад и функционисање државних органа и служби, за чије одржавање посебно одобрење у складу са овом одлуком издаје министар унутрашњих послова.
Забрањује се привредном друштву, другом правном лицу и предузетнику да на територији Републике Србије, до 27. априла 2020. године, обавља делатност пружања фризерских и козметичких услуга, педикира, маникира, услуга фитнес клубова и теретана, активности турских купатила, сауна и парних купатила, соларијума, салона за мршављење, салона за масажу и других услуга неге, одржавања и улепшавање лица и тела код којих је природа делатности пружања услуге таква да захтева близак контакт између пружаоца и корисника услуге, као и корисника услуге међусобно, чиме се повећава опасност од преношења заразне болести Ковид-19.
Забрањује се слетање на аеродроме и полетање са аеродрома у Републици Србији свим ваздухопловима који врше превоз путника у међународном ваздушном саобраћају, ради заштите од уношења и ширења заразних болести на територији Републике Србије.
Ради заштите од ширења заразних болести, на територији Републике Србије забрањује се обављање:
1) јавног превоза путника у друмском саобраћају аутобусима, осим посебног линијског превоза, које ће привредни субјекти обављати искључиво ради реализације радних задатака запослених;
2) међународног и унутрашњег железничког саобраћаја за превоз путника,
3) међународног и домаћег водног саобраћаја за превоз путника.
Забрана из става 1. тачка 1) овог члана не односи се на међумесни превоз и ванлинијски превоз у друмском саобраћају, као и на превоз из става 1. тач. 2) и 3) овог члана за који је, у складу са епидемиолошком ситуацијом, добијена дозвола министра надлежног за послове саобраћаја.
Забрана из става 1. тачка 1) овог члана, која се односи на градски и приградски превоз, не односи се на превоз за који је, у складу са епидемиолошком ситуацијом, уз претходну сагласност министра надлежног за послове саобраћаја, добијена дозвола јединице локалне самоуправе на чијој територији се превоз обавља.

## Најважније информације
- Укупан број преминулих од вируса корона у Републици Србији је 733 (седам стотина тридесет три).
- Укупан број оболелих од вируса корона у Републици Србији је 32.408 (тридесет две хиљаде четири стотине осам).
- Укупан број тестираних на вирус корона у Републици Србији је 1.028.058 (милион двадесет осам хиљада педесет осам)
- Број заражених широм света премашио је 28.787.808, а преминуло је више од 920.795 људи.
- Светска здравствена организација (СЗО) прогласила је пандемију вируса корона 14. марта 2020.
- Република Србија је прогласила ванредно стање 15. марта 2020. Ванредно стање је укинуто 6. маја.
- Република Србија је прогласила епидемију вируса корона 20. марта 2020, то је 4 (четврта) епидемија у последњих 50 година.
- Границе Републике Србије су затворене. Забрањен је авио саобраћај.
- Забрана кретања и употреба војске у цивилне сврхе престају да важе даном укидања ванредног стања, а то је 7. мај.
- Они који прекрше одуку о изолацији, моћи ће да буду осуђени на затвор од 3 (три) године.
- На снази је забрана окупљања, није дозвољено окупљање на једном месту више од 5 (пет) особа.
- Забрањена су сва масовна окупљања (на свадбама, сахранама, концертима, спортским такмичењима, изборним радњама...)
- Први оболели од вируса короне у Републици Србији је пацијент из Суботице (43), а први преминули је пацијент из Кикинде (59).
- Већина оболелих пацијената од вируса корона у Републици Србији, заразила се од људи који су дошли из Милана и Лугана.
- Од 28. априла отворени су паркови и шеталишта, а такође дозвољени су тренинзи на отвореном. Отворени су фризерски салони, козметички салони, фитнес центри и теретане.
- Од 4. маја отворени су ресторани и кафићи, успостављен је и градски превоз у Новом Саду и Крагујевцу
- Од 8. маја успостављен је градски саобраћај у Београду и Нишу, а истог дана отворени су и тржни центри.
- Од 11. маја су отворени вртићи и продужени боравак, док је за авио-саобраћај предвиђено пуштање 18. маја.
- Не раде предшколске, школске и високошколске установе, настава се одвија на даљину.
- Предшколске, школске и високошколске установе су почеле са радом у септембру уз примену епидемиолошких мера предострожности и превенције ширења вируса